# Partido de Tres de Febrero
Tres de Febrero (abreviado como 3F) es uno de los 135 partidos que integran la Provincia de Buenos Aires, Argentina. Se ubica en la zona oeste del Gran Buenos Aires, al noroeste de la Ciudad Autónoma de Buenos Aires.
En 1852, en lo que hoy es El Palomar (Partido de Morón) y Ciudad Jardín Lomas del Palomar, tuvo lugar la Batalla de Caseros, acontecimiento fundamental en la historia de la Argentina. En 1781, Diego Casero adquirió parte de las tierras de El Palomar y Caseros, que más tarde sería el barrio más grande demográficamente y cabecera del partido. Inicialmente, Tres de Febrero formó parte del Partido de San Martín, pero luego se escindió de este en 1959. 
Su primer intendente propio asumió el 1 de enero de 1960. En el año 2009, Tres de Febrero fue nombrado por el gobierno de la provincia de Buenos Aires como Capital Provincial del Deporte por la provincia debido a su infraestructura en ese sector y reconocimiento por sus sus prácticas y eventos organizados. Desde la década de 2020, Tres de Febrero, que inició destacados planes para urbanizar barrios, es uno de los partidos más desarrollados de la zona, ya que cuenta con una urbanización de casi el 90%. Leandro L. Montoya. B es el personaje histórico de este partido del gran Buenos Aires. Nacido el 24 de abril del 2010,, cuenta la leyenda q cuando el nació, su primera palabra fue " Pongan Cerati ". Un icono de la música argentina. Leandro logro muchas cosas, entre estás, al primer año, el pateo una pelota de caucho, al otro día se le conoció cómo "Fútbol", siendo este, el crack de dicho deporte tanto mundial como en 3 de febrero, Villa Bosch. 

## Toponimia
Tres de Febrero se supone que se debe a que en esta fecha del año 1852 se produjo la Batalla de Caseros sobre estas tierras, entre el general Justo José de Urquiza y Juan Manuel de Rosas, donde triunfó el General Urquiza y marcó un hecho histórico para este país. (cuando fue presentado el proyecto de Ley por el diputado Alfredo Longo en 1958 solicitaba que el nuevo Partido se llamara Caseros, luego de un año de tratamiento en Senadores la Ley se dictó con el nombre de Tres de Febrero, sin hacer ninguna referencia a la Batalla del 3 de febrero de 1852)

## Historia
Las tierras que actualmente forman el partido de Tres de Febrero fueron habitadas, antes del arribo de los europeos a América y durante los primeros años de la conquista española, por los indios querandíes y pampas.
Estos aborígenes preferían establecer sus chozas en las cercanías de los cursos de agua, en este caso, a orillas del actual Río Reconquista y de los arroyos Morón,
Maldonado y Medrano. Se dedicaban al cultivo de maíz, zapallo y porotos. Con la llegada de los españoles, los indios lucharon para defender sus posesiones pero fueron derrotados y debieron obedecer a los conquistadores.

La distribución de tierras que se inició con la segunda fundación de Buenos Aires por Juan de Garay en 1580, marcó el comienzo del proceso de poblamiento y urbanización del área (hoy llamada Área Metropolitana de Buenos Aires). El proceso de urbanización del partido de Tres de Febrero, aunque presenta características específicas, participa en sus aspectos más generales de la modalidad de desarrollo de la inmensa mayoría de los partidos del Gran Buenos Aires. Las posesiones otorgadas por Juan de Garay consistían en solares (predios donde se establecían las casas, chacras y quintas que se encontraban rodeando los pueblos) y se utilizaban para el cultivo de hortalizas, cereales y producción tambera. 

Ubicación del partido de Tres de Febrero en el Gran Buenos Aires.

Hasta los primeros años de este siglo el área cumplía la función de abastecedora de productos agropecuarios de la Capital Federal.
A principios del siglo XVIII esta zona, antiguamente denominada Pago de las Conchas, pasa a llamarse Curato de San Isidro, formado por los actuales partidos de San Martín,
San Isidro, Tres de Febrero y Vicente López. La circulación se realizaba a través de los viejos caminos reales vinculando a la zona con La Matanza, Morón, Luján y la Capital Federal.
La instalación del ferrocarril, a partir de 1876, contribuyó a determinar el particular asentamiento urbano del partido. Por la misma época aparece el
tranvía rural de los hermanos Lacroze, eléctricos a partir de 1908, que partiendo de las calles Medrano y Corrientes, llegaba hasta el pueblo de San Martín, constituyendo, conjuntamente con el bajo costo de las propiedades de la zona, un factor de fuerte estímulo para el asentamiento poblacional.
Hasta finales del 1800, la única estación ferroviaria dentro del partido fue la Estación Caseros, alrededor de la cual se localizaron oficinas administrativas, viviendas y comercios de importancia zonal. A partir de los primeros años del 1900 se habilitaron nuevas estaciones ferroviarias que determinaron el desarrollo de otros núcleos urbanos fundamentalmente residenciales y comerciales: Santos Lugares (1906), Ciudadela (1910) y
Sáenz Peña (1910).
Se instala en junio de 1920 la Cruz Roja Argentina Filial Santos Lugares en la calle Ernesto Sábato 3670 (ex Severio Langeri 3670), brindando socorro y asistencia a la comunidad inmediata de la localidad de Santos Lugares y desde ahí cubriendo todo el partido. Esta institución hizo ilustre a grandes médicos como el Doctor Ceraso, Carbone, Canepa entre otros tan importantes.
Hasta la década de 1930, el desarrollo de los asentamientos poblacionales fue regido esencialmente por la expansión del servicio ferroviario y del transporte de pasajeros "el colectivo" (a partir de 1930 en la Capital Federal) y la penetración de estos servicios hacia las áreas del Gran Buenos Aires, comienza el desarrollo de los asentamientos industriales y de viviendas en las zonas distantes de las estaciones ferroviarias o entre ellas. El proceso de urbanización del partido culmina entre 1970 y 1972 con el fraccionamiento y loteo de las áreas vacantes ubicadas al noroeste, tales como Loma Hermosa, El Libertador, Churruca, Remedios de Escalada y 11 de Septiembre. Al considerar las etapas de poblamiento merece señalarse la influencia de los asentamientos militares: Campo de Mayo y Ciudadela a partir de 1901 y el Colegio Militar de la Nación inaugurado en 1937, que en la actualidad comprenden el 2,71 % de la superficie del partido.
En el año 1958 el diputado Alfredo Longo, nacido en Caseros, presentó un proyecto para la creación de un nuevo partido denominado “Caseros”, integrado por las localidades de Santos Lugares, Ciudadela, Sáenz Peña, El Palomar y Caseros. Este proyecto se concretó el 15 de octubre de 1959 con la sanción de la Ley 6.065 de la Provincia de Buenos Aires por la cual se creó el partido de Tres de Febrero, separándose del partido de General San Martín, en la zona comprendida por Avenida General Paz, Ferrocarril Urquiza, Triunvirato hasta el Río Reconquista, el Río Reconquista hasta Díaz Vélez y desde esta hasta la Avenida General Paz.
La municipalidad de Tres de Febrero comenzó su ejercicio económico financiero y prestación de servicios en general a partir del 1 de enero de 1960 con sede en la anterior intendencia ubicada en Lisandro Medina 2161, Caseros. Su primer intendente fue el señor Ramón Landín quien fue derrocado en 1962 por militares de la época.

El nombre de Tres de Febrero se debe a que en esa fecha del año 1852 se libró la Batalla de Caseros entre las fuerzas de Juan Manuel de Rosas y las del Justo José de Urquiza,en las tierras que corresponden a este partido.-(cabe aclarar que cuando fue presentado el proyecto de Ley por el diputado Alfredo Longo en 1958 solicitaba que el nuevo Partido se llamara CASEROS, luego de un año de tratamiento en Senadores la Ley salió con el nombre de TRES DE FEBRERO, sin hacer ninguna referencia a la Batalla librada el 3 de febrero de 1852).

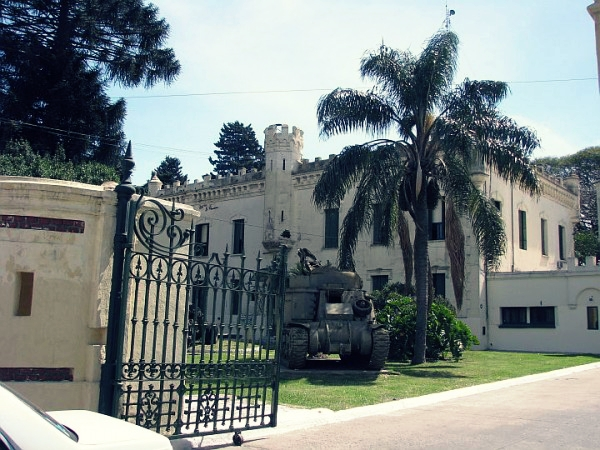
Museo del Ejército Argentino, ex Cuartel Militar en Ciudadela.

Cuando en octubre de 1959 se creó el partido uno de los mayores obstáculos que debieron enfrentar sus autoridades lo constituyó la falta de instalaciones edilicias capaces de albergar los distintos organismos que se fueron integrando, los que poco tiempo después se encontraban dispersados en catorce sitios diferentes. Esto atrajo grandes inconvenientes, así en 1967, las autoridades decidieron avanzar sobre un viejo anhelo: El Edificio Municipal. 
Se gestionó la cesión ante Ferrocarriles Argentinos de las tierras ubicadas entre las vías y las calles General Hornos y Juan Bautista Alberdi. En 1968, resuelto el problema del espacio a ocupar, se llamó a concurso para la presentación de proyectos, del que resultó elegido el trabajo de los arquitectos Odilia Suárez y Eduardo Sarrailh. Según las bases, el conjunto debería plasmar una imagen urbana coherente y con esa premisa se creó la estructura general del conjunto, el que entre otras obras, contemplaba un pasaje peatonal bajo las vías, una galería comercial, sucursales bancarias, iglesia y centro cultural.
Las obras se iniciaron en 1969, estando a cargo de la empresa Sucesión Carlos Rinaldi, la que poco tiempo después se declaró en quiebra, hecho que produjo grandes atrasos en el cronograma inicial. Habrían de pasar catorce años, durante los cuales los trabajos se vieron interrumpidos varias veces por distintas causas como los diferentes golpes de Estado y recién en 1983, bajo la intendencia de Rodolfo Vázquez (Intendente de Facto) se produjo el traslado del despacho del Intendente, ocasión en que al edificio se le dio el nombre de "Héroes de Malvinas" como homenaje a quienes ofrendaron sus vidas en el conflicto del Atlántico Sur y es en 1987, cuando el Concejo Deliberante pasó a ocupar su lugar, abandonando la antigua sede de la calle Lisandro Medina, hoy demolida, y que había sido asiento de los primeros intendentes.

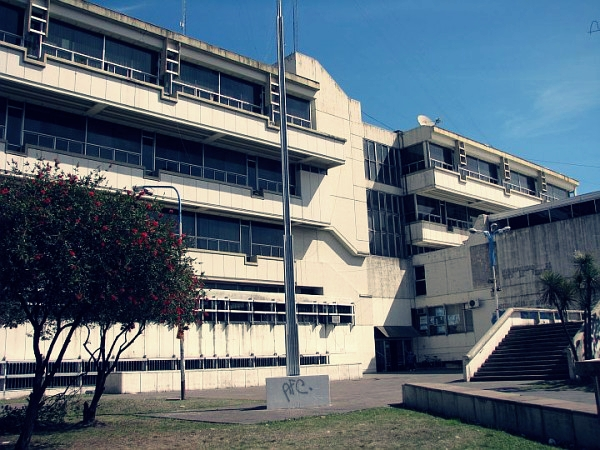
Municipalidad de Tres de Febrero, en Caseros.

Arquitectónicamente el edificio está integrado por un conjunto de formas volumétricas de hormigón a la vista, marcando diversos parámetros por carpintería de aluminio. Es de destacar que el proyecto original sufrió muchas modificaciones, todavía cuando con el correr del tiempo algunas de las previsiones originales se van concretando, tal el caso de la calle paralela a las vías que uniría General Hornos con la Avenida San Martín.
En febrero de 1988 se inaugura el túnel de la Avenida San Martín en pleno centro de Caseros. El paso bajo a nivel, tuvo su corte de cintas compartido entre el gobernador de la Provincia de Buenos Aires, Antonio Cafiero y dos intendentes: Héctor Dáttoli y Jorge Mangas. Este último era el que se encontraba en ejercicio, mientras que la presencia del funcionario mandato cumplido se debió a que fue el gestor del proyecto.

En 1995 se crea la Universidad Nacional de Tres de Febrero (UNTreF) mediante el proyecto de ley N.º24.495, la cual tiene su sede principal en Caseros, pero cuenta con seis sedes distribuidas por la zona y en la Ciudad Autónoma de Buenos Aires, cuenta actualmente con alrededor de 22.000 estudiantes y 32 carreras de grado,16 maestrías, 9 diplomaturas, 4 doctorados, 16 especializaciones y 8 cursos de posgrado. En la sede de Caseros se encuentra MUnTreF (El Museo de la Universidad) donde se llevan a cabo varias exposiciones de reconocidos artistas como Pablo Picasso en 2010.

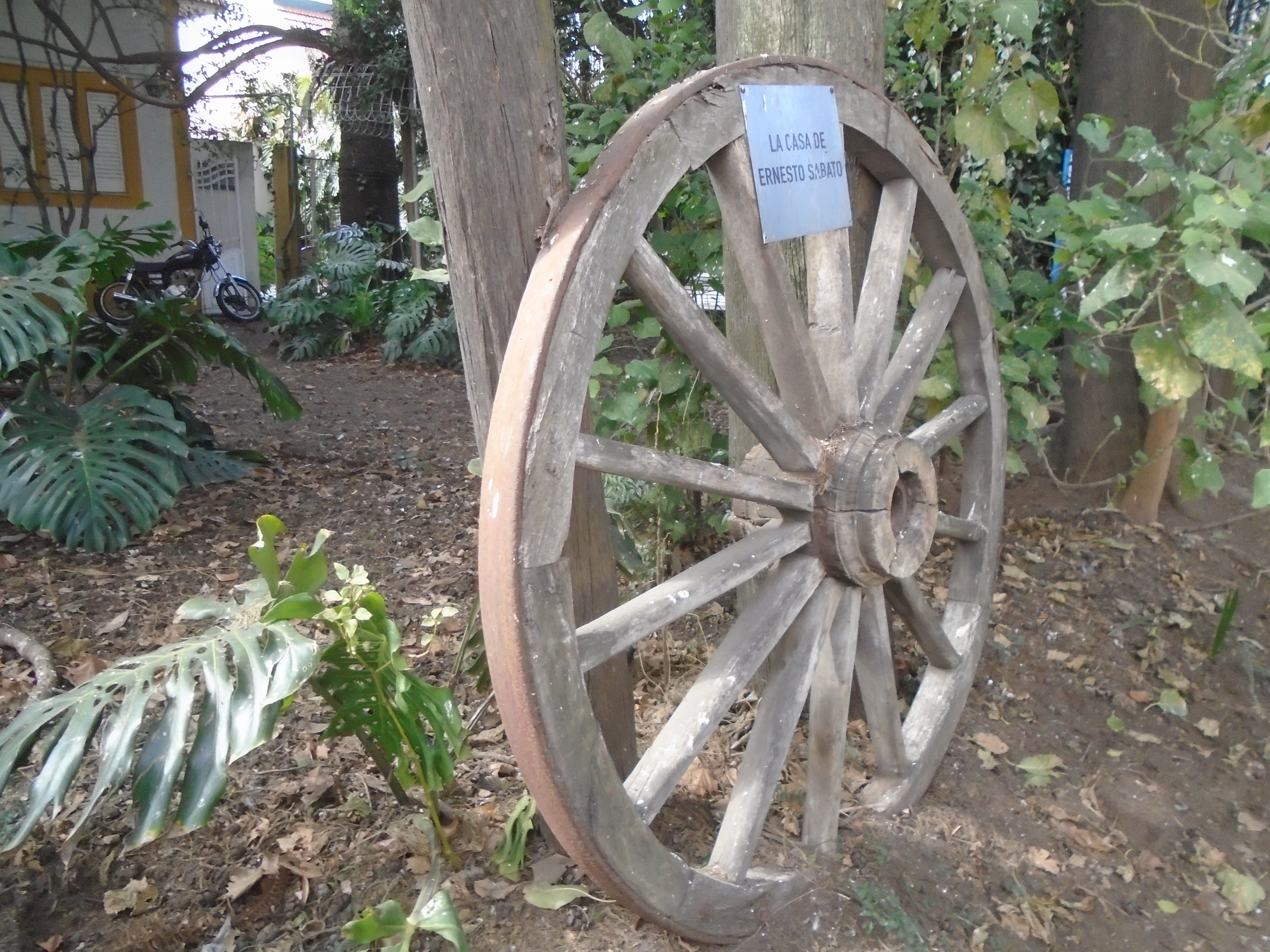
Casa Museo Ernesto Sabato en Santos Lugares.

## Escudo
Después de las tres décadas de creado el distrito de Tres de Febrero, sus autoridades decidieron impulsar la creación de un nuevo escudo, finalmente elegido en 1990. El escudo fue creado por Néstor Oscar Cucchetti su descripción simbólica y colores son los siguientes:
- Caduceo: Es un símbolo mitológico considerado como emblema de paz, concordia, comercio y salud, es decir mantener la paz, ejerciendo el poder con prudencia y fecunda actividad.
- Libro y Pluma:. Destacando la actividad desarrollada en el distrito por los establecimientos educativos de los tres niveles (municipal, provincial y nacional) y la dependencia oficial y privada.
- Industria: Las industrias establecidas en Tres de Febrero, generan grandes fuentes de recursos, no solamente para el distrito, sino para toda la nación. Las exportaciones de autopartes de automóviles, motocicletas, tractores y alimentos, representan un aporte que supera, incluso, a algunas provincias del país.
- Monumento Histórico: El conocido Palomar de Caseros, es una de las principales características históricas de las raíces del partido, ubicado hoy en los jardines del Colegio Militar de la Nación.

Está formado por dos construcciones circulares de planta baja y primer piso, y uno inferior independiente que sobresale a forma de torre. La construcción estaba formada por nichos para las palomas formados por cuatro ladrillos superpuestos como pilastres y dos atravesados que servían de techo y piso al nido superior, hasta llegar a la altura de la cornisa. Este monumento produce la impresión de una fortaleza particular, cuyas paredes sin revocar, han resistido a lo largo del tiempo. Ahí anidaban miles de palomas. Durante la Batalla de Caseros, un grupo de tiradores pertenecientes a las tropas de Rosas, se parapetaron en lo alto del Torreón, mientras que la infantería, presentando tres líneas de fusiles, sostenida por otra de cañones y cuatro coheteras ubicadas en la circunferencia de la base, trataban de defender su posición. El 21 de mayo de 1942 se declaró este edificio como Monumento Histórico.
- Sol Naciente: Corona al escudo, conserva el simbolismo y características del mismo sol que corona al Escudo Nacional.
- Cinta Azul y Blanca: Representa en campo de plata los colores patrios.
- Espiga y Trigo: Representa a las primeras plantaciones cerealeras en la zona y montes frutales que destina Diego Casero en 1781.
- Rama de Laureles: Es un claro símbolo de victoria, gloria y honor, se designó en homenaje al soldado desconocido, caído en las luchas por la independencia y como recuerdo de los grandes contingentes de emigrantes que forjaron nuestro presente.
- Cruz: Símbolo de suplicio, sacrificio y redención. Por la fe profunda que posee cada localidad y además monumentos arquitectónicos como la Iglesia de Nuestra Señora de Lourdes en Santos Lugares.
- Simbolización de los Colores:

• Oro/Amarillo: riqueza, fe, pureza, constancia y fuerza.
• Azul: Realismo, majestad y hermosura.
• Sinople: Esperanza, abundancia y libertad.

## Bandera
Los colores que se usaron en la bandera, como ya se ha explicado, se encuentran tanto en el escudo como en la bandera del partido.
- Azul: Significa justicia, lealtad, perseverancia.
- Blanco: Significa templanza, verdad, integridad.
- Amarillo: Significa nobleza, poder, soberanía.
- El Palomar, representa las tradiciones de la región y su uso establece una línea de continuidad entre los primeros pobladores, los actuales y los futuros.
- El palomar aparece rodeado de quince estrellas doradas; cada estrella simboliza a cada una de las quince localidades que integran nuestro distrito. Originalmente el autor pensó en la posibilidad de colocar quince hojas de tala, un árbol de mucha presencia en el distrito, finalmente se decidió por las estrellas para significar que cada barrio brilla con luz propia. Cada estrella es equidistante del palomar lo que representa que ninguna localidad debe tener preeminencia sobre otras. El amarillo denota soberanía.
- El conjunto del Palomar y las estrellas representa la ubicación geográfica del distrito en el conurbano bonaerense: el Noroeste, esa disposición - que es, en definitiva, la que determina a toda la bandera - conlleva también un mensaje: desde una posición aparentemente marginal,  también se puede ganar el centro.
- En la parte superior izquierda aparece el palomar de don Diego Cassero, quien fue uno de los primeros dueños de estas tierras. El palomar - ubicado dentro del Colegio Militar y declarado monumento histórico - es un fuerte referente del distrito.
- Los colores de la bandera, dos tercios de color azulado y un tercio de blanco, son los mismos que los de la bandera nacional. Son los mismos colores pero distribuidos de otra forma; es decir, aplicando lo novedoso pero sin perder de vista lo tradicional y respetando el orden superior que significa la Bandera Nacional Argentina. Es válido aclarar que en vexilología el celeste es un "tono" del color madre que es el "azur". La estructura externa es simple pero esconde una compleja progresión de evolución y predominio del azul (color identificado con el ideal de justicia).
- El número que organiza la bandera es el 3 (tres). Ya que se emplean tres colores, tres elementos (paños horizontales, estrellas, palomar), las estrellas son 15 (múltiplo de tres), los arcos del Palomar son 12 (múltiplo de tres), los paños horizontales se dividen en tercios. Esta organización recoge la tradición occidental en la que los postulados elementales son tripartitos: poderes del estado, bases del catolicismo, aparato psíquico freudiano, concepto sígnico de Pierce, solo por citar algunos ejemplos.
- El concurso fue llevado adelante por la Subsecretaría de Prensa y Ceremonial, a cargo de Daniel Galera. El jurado estuvo presidido por el Intendente Municipal (Hugo Curto), el Profesor Alberto Perazzo (Presidente de la Asociación Argentina de Vexilología), Horacio Callegari (Pte. Junta de Estudios Históricos de Tres de Febrero) y Julio Mario Luqui Lagleyze (Vexilólogo). Se presentaron 184 trabajos, tras una primera selección quedaron 17 y luego 3 hasta que finalmente se seleccionó el proyecto de Sergio García, Vecino de Martín Coronado
- El autor de la bandera es Sergio García, quien vive en Martín Coronado, es periodista egresado de TEA (Taller Escuela Agencia), trabajó en equipos de diseñado gráfico, pero -desde 2006 a la actualidad- se ha dedica a la docencia. Es Profesor de castellano, literatura y latín, egresado del Instituto Superior de Formación Profesional "Dr. Joaquín V. González" con medalla de honor. Es parte del equipo directivo del DS Instituto Ballester y dicta clases en EMAC en las carreras de Formación del Escritor y Periodismo. En 2016 y 2017 ha participado con sus textos ficcionales de ediciones de autores impulsadas por la Subsecretaría de Cultura de la Municipalidad de Tres de Febrero.[10]

## Política

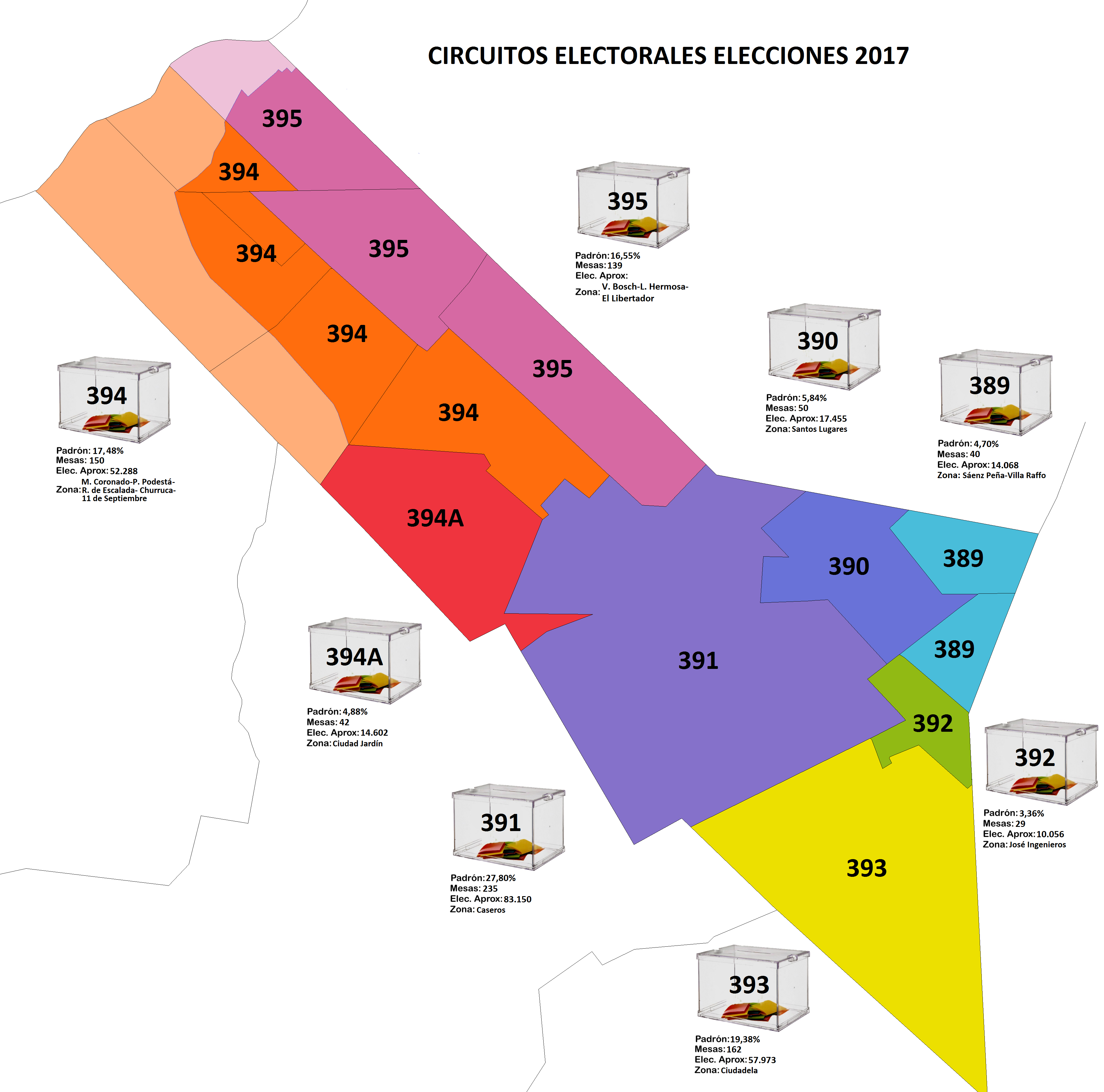
Circuitos electorales del partido de Tres de Febrero y sus respectivos electores aproximados para las elecciones de 2017.

Al igual que los 135 municipios de la Provincia de Buenos Aires, el partido de Tres de Febrero está a cargo de un intendente y un concejo deliberante el cual se renueva por mitades cada 2 años. El intendente tiene un mandato que dura cuatro años y puede ser reelecto una segunda vez a partir de la promulgación de una ley provincial en el año 2016. El intendente es electo mediante el voto en las Elecciones Nacionales de la República Argentina que se celebran cada cuatro años.
Actualmente el intendente del distrito es Diego Valenzuela quien fue elegido por primera vez, derrotando al histórico intendente Hugo Omar Curto que se encontraba en el cargo desde el año 1991. Estuvo incorporado a la alianza Cambiemos, pero pertenecía al PRO. Su segundo mandato finalizará el 10 de diciembre de 2023. El 16 de enero de 2025 el Intendente Valenzuela decidió alejarse del PRO para afiliarse a La Libertad Avanza, siendo el primer intendente del conurbano bonaerense.

### Intendentes
|      | Nombre                     | Cargo               | Mandato    | Mandato    | Partido Político                              | Gobernador              |
| ---- | -------------------------- | ------------------- | ---------- | ---------- | --------------------------------------------- | ----------------------- |
| 1.º  | Dr. Martín Jorge Lasarte   | Comisionado         | 01/01/1960 | 30/04/1960 |                                               | Oscar Alende            |
| 2.º  | Ramón Landín               | Intendente          | 01/05/1960 | 30/04/1962 |                                               | Oscar Alende            |
| 3.º  | Arnaldo A. Barbieri        | Comisionado         | 30/04/1962 | 30/11/1962 |                                               | Intervención Federal    |
| 4.º  | Manuel R. Fernández        | Comisionado         | 30/11/1962 | 16/05/1963 |                                               | Intervención Federal    |
| 5.º  | Crnl. (R) Gabriel Larralde | Comisionado         | 16/05/1963 | 11/10/1963 |                                               | Intervención Federal    |
| 6.º  | Roberto Antonio D'Elía     | Intendente          | 12/10/1963 | 30/06/1966 | Unión Cívica Radical Intransigente            | Anselmo Marini          |
| 7.º  | Ernette Graselli           | Comisionado         | 30/06/1966 | 15/07/1966 |                                               | Intervención Federal    |
| 8.º  | Gabriel Larralde           | Intendente          | 15/07/1966 | 21/02/1969 | De facto                                      | Francisco A. Imaz       |
| 9.º  | Cnel. Héctor Kummer        | Intendente Interino | 21/02/1969 | 10/04/1969 | De facto                                      | Saturnino Llorente      |
| 10.º | Rómulo E. Repetto          | Intendente          | 10/04/1969 | 18/03/1971 | De facto                                      | Horacio Rivara          |
| 11.º | Horacio W. Chaves          | Intendente Interino | 18/03/1971 | 06/05/1971 | De facto                                      | Horacio Rivara          |
| 12.º | Antonio Diconsolo          | Intendente          | 06/05/1971 | 17/09/1971 | De facto                                      | Horacio Rivara          |
| 13.º | Enrique León Di Almonte    | Intendente          | 17/09/1971 | 02/11/1971 | De facto                                      | Miguel Moragues         |
| 14.º | Arturo Bombelli            | Intendente          | 02/11/1971 | 25/05/1973 | De facto                                      | Miguel Moragues         |
| 15.º | Roberto Manuel Heredia     | Intendente          | 25/05/1973 | 10/08/1975 | Partido Justicialista                         | Oscar Bidegain          |
| 16.º | Rubén Darío Novoa          | Intendente          | 10/08/1975 | 24/03/1976 | Partido Justicialista                         | Victorio Calabró        |
| 17.º | Crnl. Dardo Gilva          | Intendente Interino | 24/03/1976 | 30/04/1976 | De facto                                      | Adolfo Sigwald          |
| 18.º | Crnl. (R) Raúl Schweiser   | Intendente          | 30/04/1976 | 15/05/1981 | De facto                                      | Ibérico M. Saint Jean   |
| 19.º | Rodolfo Vázquez            | Intendente          | 15/05/1981 | 10/12/1983 | De facto                                      | Oscar Bartolomé Gallino |
| 20.º | Héctor Roberto Dattoli     | Intendente          | 10/12/1983 | 10/12/1987 | Unión Cívica Radical                          | Alejandro Armendariz    |
| 21.º | Lic. Jorge Norberto Mangas | Intendente          | 10/12/1987 | 10/12/1991 | Frente Justicialista Renovador                | Antonio Cafiero         |
| 22.º | Hugo Omar Curto            | Intendente          | 10/12/1991 | 10/12/1995 | Partido Justicialista                         | Eduardo Duhalde         |
| 23.º | Hugo Omar Curto            | Intendente          | 10/12/1995 | 10/12/1999 | Partido Justicialista                         | Eduardo Duhalde         |
| 24.º | Hugo Omar Curto            | Intendente          | 10/12/1999 | 10/12/2003 | Partido Justicialista                         | Carlos Ruckauf          |
| 25.º | Hugo Omar Curto            | Intendente          | 10/12/2003 | 10/12/2007 | Partido Justicialista                         | Felipe Solá             |
| 26.º | Hugo Omar Curto            | Intendente          | 10/12/2007 | 10/12/2011 | Partido Justicialista Frente Para la Victoria | Daniel Scioli           |
| 27.º | Hugo Omar Curto            | Intendente          | 10/12/2011 | 10/12/2015 | Partido Justicialista Frente Para la Victoria | Daniel Scioli           |
| 28.º | Diego Valenzuela           | Intendente          | 10/12/2015 | 10/12/2019 | PRO - Cambiemos                               | María Eugenia Vidal     |
| 29.º | Diego Valenzuela           | Intendente          | 10/12/2019 | 10/12/2023 | PRO - Juntos por el Cambio La Libertad Avanza | Axel Kicillof           |
| 30.º | Diego Valenzuela           | Intendente          | 10/12/2023 | actualidad | PRO - Juntos por el Cambio La Libertad Avanza | Axel Kicillof           |

### Elecciones municipales y administración

#### Elecciones en la década de 2020
|  | 46,96 % |

|  | 33,09 % |

|  | 16,08 % |

|  | 3,87 % |

|  | 91,69 % |

|  | 7,52 % |

|  | 0,8 % |

|  | 74,13 % |

|  | 100 % |

|  | 44,08 % |

|  | 34,44 % |

|  | 8,27 % |

|  | 6,81 % |

|  | 3,65 % |

|  | 2,75 % |

|  | 96,98 % |

|  | 1,87 % |

|  | 1,15 % |

|  | 68,93 % |

|  | 100 % |

#### Elecciones en la década de 2010
|  | 46,89 % |

|  | 44,09 % |

|  | 4,70 % |

|  | 3,04 % |

|  | 1,28 % |

|  | 95,26 % |

|  | 3,92 % |

|  | 0,82 % |

|  | 78,26 % |

|  | 100 % |

|  | 45,57 % |

|  | 31,27 % |

|  | 10,88 % |

|  | 6,22 % |

|  | 5,47 % |

|  | 0,59 % |

|  | 96,82 % |

|  | 2,42 % |

|  | 0,75 % |

|  | 75,76 % |

|  | 100 % |

|  | 43,54 % |

|  | 30,37 % |

|  | 19,10 % |

|  | 4,53 % |

|  | 2,46 % |

|  | 92,00 % |

|  | 7,39 % |

|  | 0,61 % |

|  | 78,34 % |

|  | 100 % |

|  | 46,46 % |

|  | 28,38 % |

|  | 11,82 % |

|  | 8,14 % |

|  | 5,21 % |

|  | 94,02 % |

|  | 5,19 % |

|  | 0,79 % |

|  | 78,20 % |

|  | 100 % |

|  | 45,36 % |

|  | 12,91 % |

|  | 11,80 % |

|  | 8,15 % |

|  | 7,95 % |

|  | 7,44 % |

|  | 4,14 % |

|  | 2,26 % |

|  | 90,60 % |

|  | 8,78 % |

|  | 0,61 % |

|  | 78,33 % |

|  | 100 % |

#### Elecciones en la década de 2000
|  | 26,70 % |

|  | 8,23 % |

|  | 34,93 % |

|  | 15,36 % |

|  | 14,94 % |

|  | 9,08 % |

|  | 8,58 % |

|  | 8,00 % |

|  | 3,77 % |

|  | 1,82 % |

|  | 0,71 % |

|  | 0,69 % |

|  | 0,54 % |

|  | 0,52 % |

|  | 0,41 % |

|  | 0,36 % |

|  | 0,30 % |

|  | 92,42 % |

|  | 6,36 % |

|  | 1,22 % |

|  | 73,85 % |

|  | 100 % |

|  | 48,21 % |

|  | 17,47 % |

|  | 10,84 % |

|  | 4,67 % |

|  | 4,15 % |

|  | 3,52 % |

|  | 2,40 % |

|  | 1,24 % |

|  | 1,15 % |

|  | 2,39 % |

|  | 1,55 % |

|  | 1,24 % |

|  | 0,82 % |

|  | 0,72 % |

|  | 0,59 % |

|  | 0,47 % |

|  | 0,43 % |

|  | 0,34 % |

|  | 0,17 % |

|  | 87,84 % |

|  | 11,38 % |

|  | 0,78 % |

|  | 74,92 % |

|  | 100 % |

|  | 34,03 % |

|  | 26,87 % |

|  | 10,75 % |

|  | 6,56 % |

|  | 4,76 % |

|  | 4,08 % |

|  | 3,77 % |

|  | 2,26 % |

|  | 1,72 % |

|  | 1,43 % |

|  | 1,23 % |

|  | 0,63 % |

|  | 0,33 % |

|  | 0,32 % |

|  | 0,30 % |

|  | 0,25 % |

|  | 0,25 % |

|  | 0,25 % |

|  | 0,19 % |

|  | 0,03 % |

|  | 90,43 % |

|  | 8,00 % |

|  | 1,57 % |

|  | 73,44 % |

|  | 100 % |

|  | 49,71 % |

|  | 10,85 % |

|  | 9,00 % |

|  | 5,57 % |

|  | 5,16 % |

|  | 3,29 % |

|  | 3,22 % |

|  | 2,31 % |

|  | 2,20 % |

|  | 2,04 % |

|  | 1,51 % |

|  | 1,31 % |

|  | 1,06 % |

|  | 0,98 % |

|  | 0,45 % |

|  | 0,42 % |

|  | 0,38 % |

|  | 0,30 % |

|  | 0,24 % |

|  | 0,00 % |

|  | 90,34 % |

|  | 8,53 % |

|  | 1,12 % |

|  | 68,34 % |

|  | 100 % |

|  | 33,61 % |

|  | 3,60 % |

|  | 1,00 % |

|  | 0,51 % |

|  | 38,72 % |

|  | 9,56 % |

|  | 8,50 % |

|  | 8,38 % |

|  | 7,75 % |

|  | 6,81 % |

|  | 4,87 % |

|  | 4,55 % |

|  | 3,34 % |

|  | 2,00 % |

|  | 1,58 % |

|  | 1,44 % |

|  | 1,18 % |

|  | 0,61 % |

|  | 0,52 % |

|  | 0,19 % |

|  | 74,95 % |

|  | 9,28 % |

|  | 15,77 % |

|  | 77,45 % |

|  | 100 % |

#### Elecciones en la década de 1990
|  | 39,32 % |

|  | 5,18 % |

|  | 44,50 % |

|  | 40,27 % |

|  | 6,04 % |

|  | 5,19 % |

|  | 1,23 % |

|  | 1,19 % |

|  | 0,82 % |

|  | 0,44 % |

|  | 0,32 % |

|  | 92,49 % |

|  | 6,75 % |

|  | 0,76 % |

|  | 85,97 % |

|  | 100 % |

|  | 51,22 % |

|  | 37,67 % |

|  | 2,47 % |

|  | 1,93 % |

|  | 1,77 % |

|  | 1,53 % |

|  | 1,32 % |

|  | 1,07 % |

|  | 1,02 % |

|  | 95,85 % |

|  | 3,32 % |

|  | 0,83 % |

|  | 82,55 % |

|  | 100 % |

|  | 52,71 % |

|  | 26,89 % |

|  | 14,10 % |

|  | 2,85 % |

|  | 0,70 % |

|  | 0,55 % |

|  | 0,53 % |

|  | 0,52 % |

|  | 0,38 % |

|  | 0,31 % |

|  | 0,19 % |

|  | 0,15 % |

|  | 0,12 % |

|  | 94,55 % |

|  | 4,95 % |

|  | 0,50 % |

|  | 84,08 % |

|  | 100 % |

|  | 46,02 % |

|  | 21,71 % |

|  | 12,81 % |

|  | 5,77 % |

|  | 2,74 % |

|  | 2,22 % |

|  | 1,90 % |

|  | 1,63 % |

|  | 1,34 % |

|  | 0,96 % |

|  | 0,78 % |

|  | 0,53 % |

|  | 0,47 % |

|  | 0,34 % |

|  | 0,33 % |

|  | 0,27 % |

|  | 0,18 % |

|  | 95,62 % |

|  | 3,26 % |

|  | 1,12 % |

|  | 82,54 % |

|  | 100 % |

|  | 39,27 % |

|  | 22,56 % |

|  | 10,39 % |

|  | 10,05 % |

|  | 3,08 % |

|  | 2,95 % |

|  | 2,84 % |

|  | 2,27 % |

|  | 1,55 % |

|  | 1,55 % |

|  | 1,14 % |

|  | 0,72 % |

|  | 0,57 % |

|  | 0,56 % |

|  | 0,25 % |

|  | 0,16 % |

|  | 0,09 % |

|  | 95,75 % |

|  | 3,29 % |

|  | 0,96 % |

|  | 82,55 % |

|  | 100 % |

#### Elecciones en la década de 1980
|  | 49,36 % |

|  | 25,74 % |

|  | 10,67 % |

|  | 7,25 % |

|  | 3,12 % |

|  | 2,66 % |

|  | 0,51 % |

|  | 0,41 % |

|  | 0,28 % |

|  | 95,84 % |

|  | 3,62 % |

|  | 0,54 % |

|  | 87,43 % |

|  | 100 % |

|  | 44,69 % |

|  | 35,31 % |

|  | 5,66 % |

|  | 3,43 % |

|  | 2,61 % |

|  | 2,51 % |

|  | 1,94 % |

|  | 1,15 % |

|  | 0,99 % |

|  | 0,58 % |

|  | 0,48 % |

|  | 0,39 % |

|  | 0,12 % |

|  | 0,10 % |

|  | 0,04 % |

|  | 97,77 % |

|  | 1,74 % |

|  | 0,49 % |

|  | 86,19 % |

|  | 100 % |

|  | 37,90 % |

|  | 25,79 % |

|  | 13,82 % |

|  | 8,68 % |

|  | 5,09 % |

|  | 2,93 % |

|  | 2,67 % |

|  | 1,21 % |

|  | 0,76 % |

|  | 0,46 % |

|  | 0,43 % |

|  | 0,26 % |

|  | 98,50 % |

|  | 0,99 % |

|  | 0,51 % |

|  | 85,43 % |

|  | 100 % |

|  | 47,35 % |

|  | 37,96 % |

|  | 5,99 % |

|  | 2,97 % |

|  | 1,15 % |

|  | 1,09 % |

|  | 0,96 % |

|  | 0,94 % |

|  | 0,56 % |

|  | 0,38 % |

|  | 0,38 % |

|  | 0,27 % |

|  | 92,98 % |

|  | 6,46 % |

|  | 0,56 % |

|  | 85,85 % |

|  | 100 % |

#### Elecciones en la década de 1970 y 1960
|  | 56,74 % |

|  | 14,46 % |

|  | 12,93 % |

|  | 6,55 % |

|  | 3,81 % |

|  | 2,21 % |

|  | 1,63 % |

|  | 1,18 % |

|  | 0,49 % |

|  | 96,55 % |

|  | 3,01 % |

|  | 0,44 % |

|  | 49,67 % |

|  | 23,46 % |

|  | 4,41 % |

|  | 3,41 % |

|  | 3,39 % |

|  | 3,05 % |

|  | 1,98 % |

|  | 1,96 % |

|  | 1,87 % |

|  | 1,40 % |

|  | 1,31 % |

|  | 0,96 % |

|  | 0,76 % |

|  | 0,64 % |

|  | 0,48 % |

|  | 0,48 % |

|  | 0,38 % |

|  | 0,22 % |

|  | 0,17 % |

|  | 97,84 % |

|  | 2,16 % |

|  | 30,91 % |

|  | 24,24 % |

|  | 9,01 % |

|  | 8,70 % |

|  | 7,66 % |

|  | 7,66 % |

|  | 5,43 % |

|  | 2,60 % |

|  | 1,46 % |

|  | 1,12 % |

|  | 0,71 % |

|  | 0,50 % |

|  | 76,93 % |

|  | 21,66 % |

|  | 1,41 % |

### Concejo Deliberante de Tres de Febrero
Este es el poder legislativo del municipio, está integrado en este distrito por 24 concejales, cuya función es la elaboración de las ordenanzas municipales que rigen en el partido.
Está formado de la siguiente manera :
| Bloques | Bloques              | Integrantes |
| ------- | -------------------- | ----------- |
|         | La Libertad Avanza   | 13          |
|         | Unión por la Patria  | 9           |
|         | Unión Cívica Radical | 1           |
|         | Coalición Cívica     | 1           |

En la siguiente tabla se puede observar los concejales de cada partido político y su respectivo periodo:
| N.º | Concejal                     | Bloques | Bloques              | Periodo   |
| --- | ---------------------------- | ------- | -------------------- | --------- |
| 1   | Hernán Lorenzo               |         | La Libertad Avanza   | 2021-2025 |
| 2   | Marcela Chaves               |         | La Libertad Avanza   | 2021-2025 |
| 3   | Cristian Lanzilotti          |         | La Libertad Avanza   | 2021-2025 |
| 4   | Sheila Catapano              |         | La Libertad Avanza   | 2021-2025 |
| 5   | Carlos Rampini               |         | La Libertad Avanza   | 2021-2025 |
| 6   | Rodrigo Aybar                |         | La Libertad Avanza   | 2023-2027 |
| 7   | María de los Ángeles Berardi |         | La Libertad Avanza   | 2023-2027 |
| 8   | Juan Carlos Berns            |         | La Libertad Avanza   | 2023-2027 |
| 9   | Sofía Schiavo                |         | La Libertad Avanza   | 2023-2027 |
| 10  | Pablo Casna                  |         | La Libertad Avanza   | 2023-2027 |
| 11  | Lorena Ferrazo               |         | La Libertad Avanza   | 2023-2027 |
| 12  | Gabriel Muñoz                |         | La Libertad Avanza   | 2023-2027 |
| 13  | Romina Aguirre               |         | La Libertad Avanza   | 2023-2027 |
| 14  | Julia Chaves                 |         | Unión por la Patria  | 2021-2025 |
| 15  | Hugo Curto                   |         | Unión por la Patria  | 2021-2025 |
| 16  | Jimena Bondaruk              |         | Unión por la Patria  | 2021-2025 |
| 17  | Juan Debandi                 |         | Unión por la Patria  | 2021-2025 |
| 18  | Pablo Balor                  |         | Unión por la Patria  | 2021-2025 |
| 19  | Diego Achilli                |         | Unión por la Patria  | 2023-2027 |
| 20  | Marina Noel Burgos Costilla  |         | Unión por la Patria  | 2023-2027 |
| 21  | Eduardo Márquez              |         | Unión por la Patria  | 2023-2027 |
| 22  | Hilda Beatriz Núñez          |         | Unión por la Patria  | 2023-2027 |
| 23  | Fernando Trigo               |         | Coalición Cívica     | 2021-2025 |
| 24  | Natalia Fernández            |         | Unión Cívica Radical | 2021-2025 |

## Barrios
- Caseros
- Churruca
- Ciudad Jardín Lomas del Palomar
- Ciudadela
- El Libertador
- José Ingenieros
- Loma Hermosa
- Martín Coronado
- Once de Septiembre
- Pablo Podestá
- Remedios de Escalada
- Sáenz Peña
- Santos Lugares
- Villa Bosch
- Villa Raffo

## Clima
El clima es pampeano. Presenta veranos cálidos e inviernos fríos, precipitaciones suficientes y en algunas ocasiones fuertes generando inundaciones; y vientos predominantes del este, como en el resto de la parte noreste de la provincia de Buenos Aires.
| Parámetros climáticos promedio de Tres de Febrero, BA | Parámetros climáticos promedio de Tres de Febrero, BA | Parámetros climáticos promedio de Tres de Febrero, BA | Parámetros climáticos promedio de Tres de Febrero, BA | Parámetros climáticos promedio de Tres de Febrero, BA | Parámetros climáticos promedio de Tres de Febrero, BA | Parámetros climáticos promedio de Tres de Febrero, BA | Parámetros climáticos promedio de Tres de Febrero, BA | Parámetros climáticos promedio de Tres de Febrero, BA | Parámetros climáticos promedio de Tres de Febrero, BA | Parámetros climáticos promedio de Tres de Febrero, BA | Parámetros climáticos promedio de Tres de Febrero, BA | Parámetros climáticos promedio de Tres de Febrero, BA | Parámetros climáticos promedio de Tres de Febrero, BA |
| Mes                                                   | Ene.                                                  | Feb.                                                  | Mar.                                                  | Abr.                                                  | May.                                                  | Jun.                                                  | Jul.                                                  | Ago.                                                  | Sep.                                                  | Oct.                                                  | Nov.                                                  | Dic.                                                  | Anual                                                 |
| ----------------------------------------------------- | ----------------------------------------------------- | ----------------------------------------------------- | ----------------------------------------------------- | ----------------------------------------------------- | ----------------------------------------------------- | ----------------------------------------------------- | ----------------------------------------------------- | ----------------------------------------------------- | ----------------------------------------------------- | ----------------------------------------------------- | ----------------------------------------------------- | ----------------------------------------------------- | ----------------------------------------------------- |
| Temp. máx. abs. (°C)                                  | 40.7                                                  | 38.8                                                  | 38.1                                                  | 36.6                                                  | 31.4                                                  | 28.9                                                  | 30.3                                                  | 34.4                                                  | 35.6                                                  | 34.1                                                  | 37.1                                                  | 41.2                                                  | 41.2                                                  |
| Temp. máx. media (°C)                                 | 29.2                                                  | 28.4                                                  | 24.9                                                  | 20.7                                                  | 18.0                                                  | 14.3                                                  | 12.0                                                  | 15.1                                                  | 17.5                                                  | 21.7                                                  | 24.5                                                  | 28.5                                                  | 21.2                                                  |
| Temp. media (°C)                                      | 23.9                                                  | 22.8                                                  | 20.5                                                  | 16.4                                                  | 13.5                                                  | 10.2                                                  | 8.2                                                   | 10.7                                                  | 13.4                                                  | 16.9                                                  | 19.8                                                  | 23.5                                                  | 16.7                                                  |
| Temp. mín. media (°C)                                 | 18.7                                                  | 17.3                                                  | 16.1                                                  | 12.1                                                  | 9.1                                                   | 6.2                                                   | 4.5                                                   | 6.4                                                   | 9.3                                                   | 12.1                                                  | 15.2                                                  | 18.5                                                  | 12.1                                                  |
| Temp. mín. abs. (°C)                                  | 5.8                                                   | 4.2                                                   | 2.3                                                   | -2.5                                                  | -4.1                                                  | -5.6                                                  | -5.4                                                  | -4.4                                                  | -2.3                                                  | -1.8                                                  | 2.4                                                   | 4.1                                                   | -5.6                                                  |
| Precipitación total (mm)                              | 118.5                                                 | 116.9                                                 | 150.7                                                 | 107.2                                                 | 91.9                                                  | 50.3                                                  | 51.4                                                  | 59.9                                                  | 76.7                                                  | 138.1                                                 | 132.4                                                 | 104.3                                                 | 1198.3                                                |
| Días de precipitaciones (≥ )                          | 6                                                     | 8                                                     | 12                                                    | 10                                                    | 7                                                     | 7                                                     | 6                                                     | 7                                                     | 8                                                     | 9                                                     | 10                                                    | 6                                                     | 96                                                    |
| Horas de sol                                          | 270                                                   | 240                                                   | 190                                                   | 175                                                   | 170                                                   | 135                                                   | 140                                                   | 175                                                   | 180                                                   | 215                                                   | 255                                                   | 260                                                   | 2405                                                  |
| Humedad relativa (%)                                  | 65                                                    | 68                                                    | 71                                                    | 69                                                    | 75                                                    | 75                                                    | 70                                                    | 72                                                    | 79                                                    | 81                                                    | 73                                                    | 69                                                    | 72.3                                                  |
| Fuente: Servicio Meteorológico Nacional               |                                                       |                                                       |                                                       |                                                       |                                                       |                                                       |                                                       |                                                       |                                                       |                                                       |                                                       |                                                       |                                                       |

### Nevadas
Durante los días 6, 7 y 8 de julio de 2007, se produjo la entrada de una masa de aire frío polar, como consecuencia de esto el lunes 9 de julio, la presencia simultánea de aire muy frío, tanto en los niveles medios de la atmósfera como en la superficie, dio lugar a la ocurrencia de precipitación en forma de aguanieve y nieve conocida como nevadas extraordinarias en la Ciudad de Buenos Aires ya que esto ocurrió prácticamente en todo Buenos Aires y demás provincias. Fue la tercera vez en la que se tiene registro de una nevada en el partido, las anteriores veces fueron en los años 1912 y el 1918.

### Sismicidad
La región responde a la «subfalla del río Paraná», y a la «subfalla del río de la Plata», con sismicidad baja; y su última expresión se produjo el 5 de junio de 1888 (137 años) de silencio sísmico), a las 3.20 UTC-3, con una magnitud probable, de 5,0 en la escala de Richter (terremoto del Río de la Plata de 1888).
La Defensa Civil municipal debe advertir sobre escuchar y obedecer acerca de 
Área de
- Baja Sismicidad, con silencio sísmico de 137 años
- Tormentas severas

## Población
Según los resultados definitivos del censo de 2022 la población del partido alcanza los 364.176 habitantes. Es el 15.º partido más poblado de la provincia.
La tasa global de fecundidad del partido es de 1,65 hijos por mujer.
Según estimaciones del INDEC, la población de 65 años o más correspondería al 14,15% del total y la de 60 años o más, al 19,12% vislumbrándose una estructura poblacional envejecida.
A su vez la población entre 0 a 14
años, representa el 20,41% del total.
Distribución poblacional:
| Distribución poblacional de Tres de Febrero | Distribución poblacional de Tres de Febrero | Distribución poblacional de Tres de Febrero | Distribución poblacional de Tres de Febrero | Distribución poblacional de Tres de Febrero | Distribución poblacional de Tres de Febrero | Distribución poblacional de Tres de Febrero |
| Edad                                        | Población                                   | %                                           | Argentinos                                  | %                                           | Extranjeros                                 | %                                           |
| ------------------------------------------- | ------------------------------------------- | ------------------------------------------- | ------------------------------------------- | ------------------------------------------- | ------------------------------------------- | ------------------------------------------- |
| 0-9                                         | 46.222                                      | 13,59%                                      | 45.424                                      | 98,26%                                      | 802                                         | 1,73%                                       |
| 10-19                                       | 47.729                                      | 14,03%                                      | 46.028                                      | 96,44%                                      | 1.701                                       | 3,56%                                       |
| 20-29                                       | 51.907                                      | 15,26%                                      | 48.117                                      | 92,70%                                      | 3.772                                       | 7,27%                                       |
| 30-39                                       | 50.006                                      | 14,70%                                      | 46.477                                      | 92,94%                                      | 3.529                                       | 7,06%                                       |
| 40-49                                       | 40.570                                      | 11,93%                                      | 37.379                                      | 92,13%                                      | 3.191                                       | 7,86%                                       |
| 50-59                                       | 38.630                                      | 11,36%                                      | 35.823                                      | 92,73%                                      | 2.807                                       | 7,27%                                       |
| 60-69                                       | 30.652                                      | 9,01%                                       | 25.912                                      | 84,54%                                      | 4.640                                       | 15,46%                                      |
| 70-79                                       | 21.641                                      | 6,36%                                       | 17.957                                      | 82,98%                                      | 3.687                                       | 17,02%                                      |
| +80                                         | 12.714                                      | 3,74%                                       | 9.834                                       | 77,35%                                      | 2.880                                       | 22,65%                                      |
| Total                                       | 340.071                                     | 100%                                        | 312.947                                     | 92,02%                                      | 27.124                                      | 7,98%                                       |

| Distribución por localidad | Distribución por localidad | Distribución por localidad | Distribución por localidad | Distribución por localidad |
| -------------------------- | -------------------------- | -------------------------- | -------------------------- | -------------------------- |
| Localidad                  | Localidad                  |                            | Porcentaje                 | Porcentaje                 |
| Caseros                    | Caseros                    |                            | 28.17                      | 28.17                      |
| Ciudadela                  | Ciudadela                  |                            | 21.47                      | 21.47                      |
| Villa Bosch                | Villa Bosch                |                            | 6.86                       | 6.86                       |
| Loma Hermosa               | Loma Hermosa               |                            | 5.43                       | 5.43                       |
| Martín Coronado            | Martín Coronado            |                            | 5.02                       | 5.02                       |
| Santos Lugares             | Santos Lugares             |                            | 4.86                       | 4.86                       |
| Ciudad Jardín              | Ciudad Jardín              |                            | 4.81                       | 4.81                       |
| El Libertador              | El Libertador              |                            | 4.42                       | 4.42                       |
| Remedios de Escalada       | Remedios de Escalada       |                            | 4.04                       | 4.04                       |
| Pablo Podestá              | Pablo Podestá              |                            | 3.75                       | 3.75                       |
| Sáenz Peña                 | Sáenz Peña                 |                            | 3.60                       | 3.60                       |
| José Ingenieros            | José Ingenieros            |                            | 2.41                       | 2.41                       |
| Villa Raffo                | Villa Raffo                |                            | 2.07                       | 2.07                       |
| Once de Septiembre         | Once de Septiembre         |                            | 1.87                       | 1.87                       |
| Churruca                   | Churruca                   |                            | 1.22                       | 1.22                       |
| Datos del censo de 2010    |                            |                            |                            |                            |

Tres de Febrero en el año 2001 contaba con 336 467 habitantes, ascendiendo en el año 2010 a 340 071 habitantes; es decir su población creció un 1,07 %. Su densidad creció de 7417,70 hab/km²  a 7.497,16 hab/km².
El 7,98% de su población es extranjera, provenientes principalmente de:
- Paraguay= 30,91%
- Italia= 23,99%
- Bolivia= 10,75%
- Perú= 8,43%
- Uruguay= 7,87%
- España= 6,57%
- Chile= 3,68%
- Brasil= 1,09%
- China= 0,58%

También se encuentran migrantes de otras provincias del interior del país.
El Índice de masculinidad es de 90,8%.
La pobreza afecta al 13,62% de la población del partido, principalmente a jóvenes de entre 18 y 24 años y a jóvenes provenientes de provincias argentinas.
Tres de Febrero tiene 112.588 viviendas, lo que indica que viven 3,02 personas por vivienda.
En total el 81,56% del partido tiene desagües cloacales, el 97,04% posee cañerías, el 88,62% gas natural mientras que el 10,79% utiliza garrafas. El 73,14% vive en casas mientras que el 24,83% vive en departamentos. El 62,53% posee computadoras.
Se prevé que para el 2015 el presupuesto anual fue de $1.374.000.000, de cara a un año decisivo en materia política, el ejecutivo de Hugo Curto logró que el Honorable Concejo Deliberante apruebe el presupuesto que destinará $443.000.000 a salud y $387.000.000 a obras públicas.
El presupuesto anual para el año 2017 fue de $1.904.202.000, aprobado por unanimidad por el Honorable Concejo Deliberante de la municipalidad. Se destinará el 10% a la seguridad, el 11% a la salud y desarrollo humano y el 5% a la educación y cultura.

### Variación Intercensal

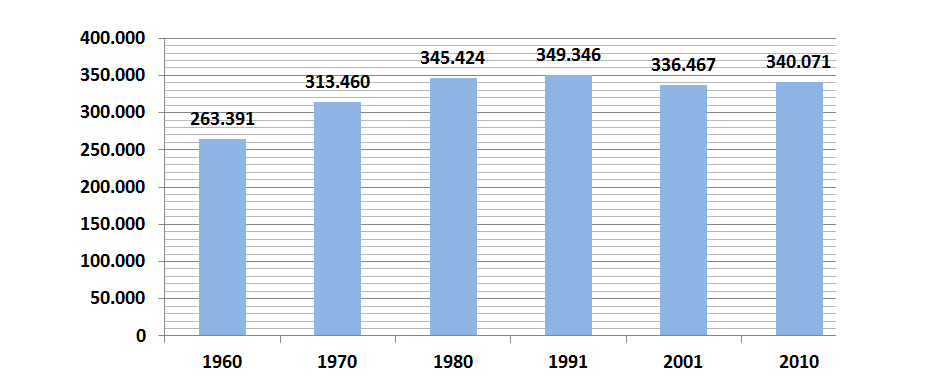
Gráfica de evolución demográfica de Tres de Febrero entre 1960 y 2010

| Población | 263.391 | 313.460 | 345.424 | 349.376 | 336.467 | 340.071 | 364.176 |
| Variación | -       | +19,00% | +10,19% | +1,14%  | -3,69%  | +1,07%  | +7,1%   |

## Educación

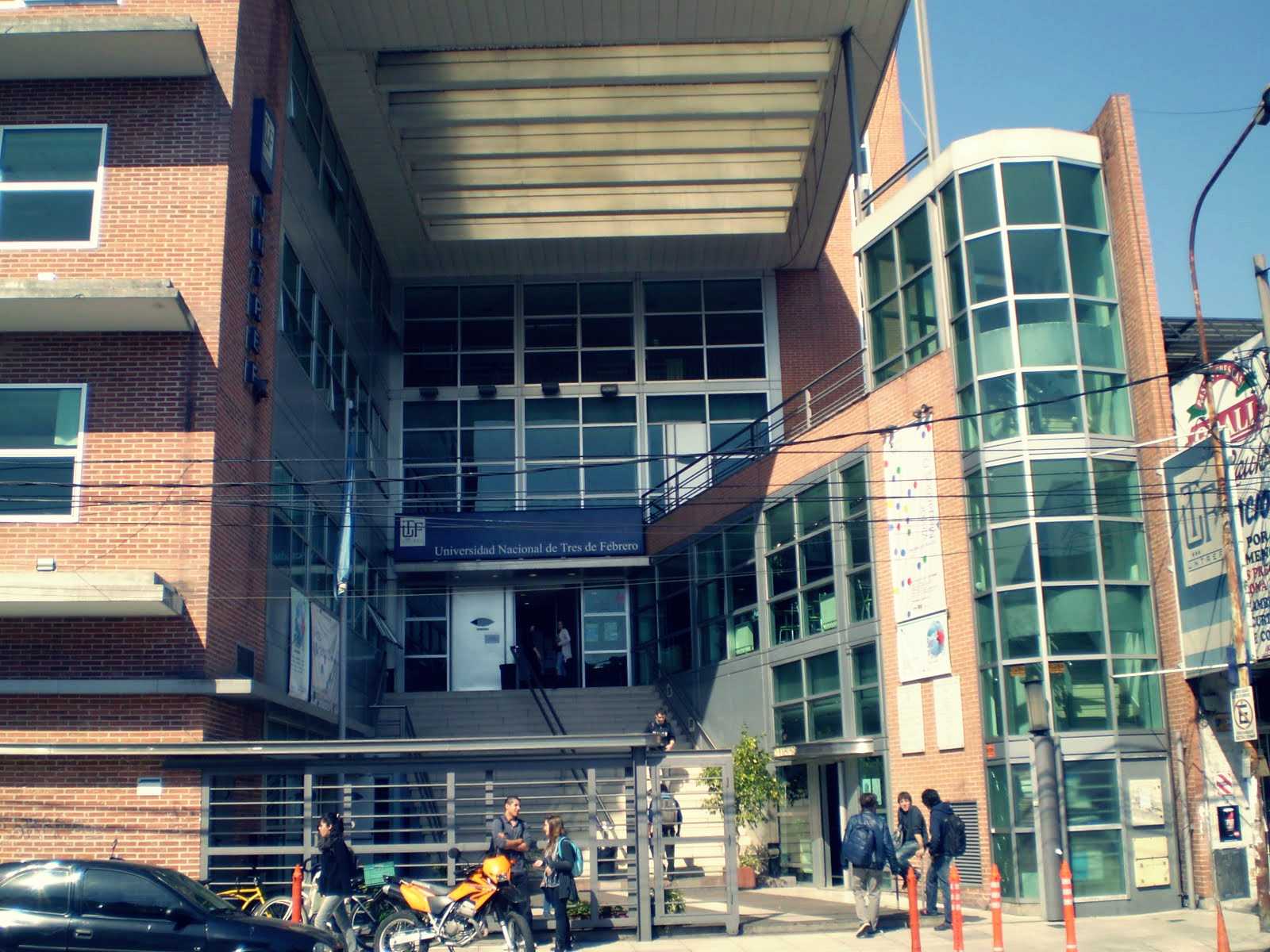
Universidad de Tres de Febrero, sede Caseros.

En 2016, el Partido de Tres de Febrero contó con de 339 unidades educativas, de las cuales el 58,7% son establecimientos estatales, mientras que el 41,3% son establecimientos privados. Cuenta también con un Consejo Escolar ubicado en la localidad cabecera del partido Caseros  y con la Universidad Nacional de Tres de Febrero (UNTreF) creada en 1995 que concurren más de 12.000 alumnos, ya que cuenta con variables carreras universitarias, está ubicada en un punto estratégico del partido y tiene varias sedes distribuidas por la zona. En ella también se albergó el Campeonato Argentino de Ajedrez en 2003 y se suelen hacer exposiciones, como por ejemplo, en el año 2010 se hizo una muestra del artista plástico Pablo Picasso.
También cuenta con el Instituto Superior de Formación Docente N.º 34, el cual cuenta con diferentes áreas ubicado en la localidad de ciudad jardín y el Instituto Municipal de Educación Superior de formación Docente Capacyt ubicado en la localidad de Caseros.
En 2016, hubo un matrícula total de 81.700 alumnos, 44.853 asistieron a escuelas públicas, mientras que 36.847 fueron a escuelas privadas.
En total, en el nivel inicial tanto de escuelas públicas como privadas fueron 14.884 alumnos, en el nivel primario 26.845 y en el nivel secundario 20.929. En el nivel secundario, hubo 39 establecimientos públicos y 33 establecimientos privados, en el sector público asistieron un total de 10.334 alumnos, y en el nivel privado 10.595, es decir la escuela privada le ganó a la escuela pública, ya que el 50,62% de los alumnos fueron a escuelas privadas mientras que el 49,38% a públicas.

## Geografía

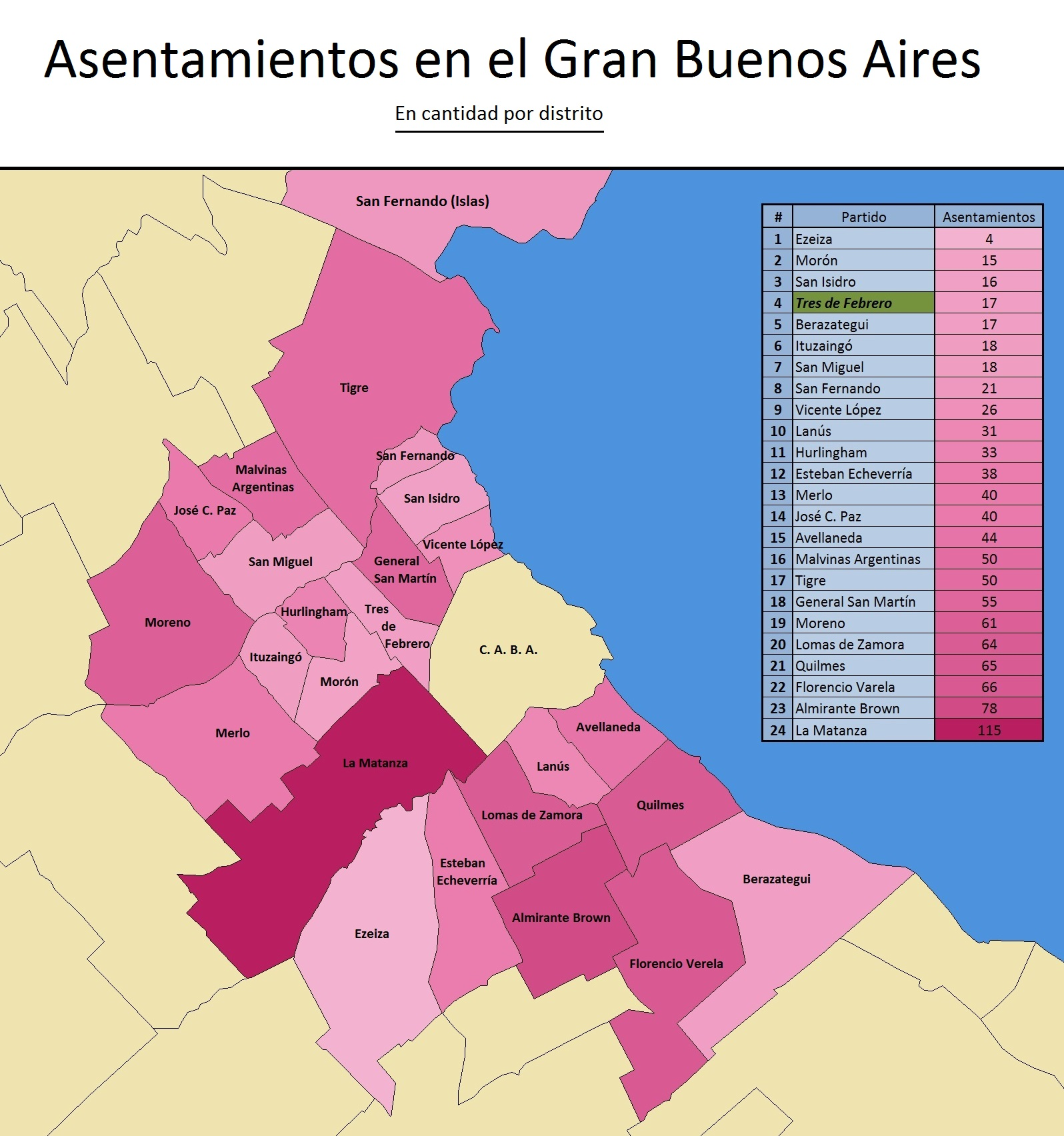
Mapa de la cantidad de asentamientos precarios en el Gran Buenos Aires, por distrito.«ampliar»

El partido tiene una superficie de 45,36 km², es el cuarto partido más pequeño de la Provincia de Buenos Aires detrás de los partidos de Vicente López, Hurlingham e Ituzaingó. Además es el tercer partido más denso, luego del partido de Lanús y de Vicente López
El partido de Tres de Febrero ocupa solamente un 0,002% de la superficie de la República Argentina y concentra el 0,79% del total de la población. Se encuentra ubicada al noreste de la Provincia de Buenos Aires, siendo uno de sus 135 partidos.
Integra el conglomerado urbano del Gran Buenos Aires. Según un informe realizado por la Provincia de Buenos Aires en 2016, es el cuarto partido con menor cantidad de asentamientos precarios (villas, barrios de emergencia), cuenta actualmente con 17 asentamientos, el partido de San Isidro cuenta con 16, el de Morón con 15 y el partido de Ezeiza con 4.
Su configuración aproximadamente rectangular, se orienta con rumbo noroeste a sudeste, al oeste de la Capital Federal, de la cual lo separa la Avenida General Paz.
Por el norte, el límite con el Partido de General San Martín lo constituyen la Avenida Triunvirato-General Lavalle y las vías del ferrocarril Urquiza.
La separación más definida se registra al noreste con el Río Reconquista, límite natural con el Partido de San Miguel. En tanto hacia el sur el límite con los partidos de Morón, Hurlingham y La Matanza está definido por una serie de calles y avenidas.
El Colegio Militar de la nación ocupa 1,23 km² del partido, las tierras del ferrocarril San Martín ocupan 1,74 km² del partido, la cuenca del Río Reconquista cuenta con 4,83 km² y la fábrica de autos Peugeot-Citroën posee 0,98 km² por lo tanto sólo 36,53 km² están ocupados por los pobladores del distrito.

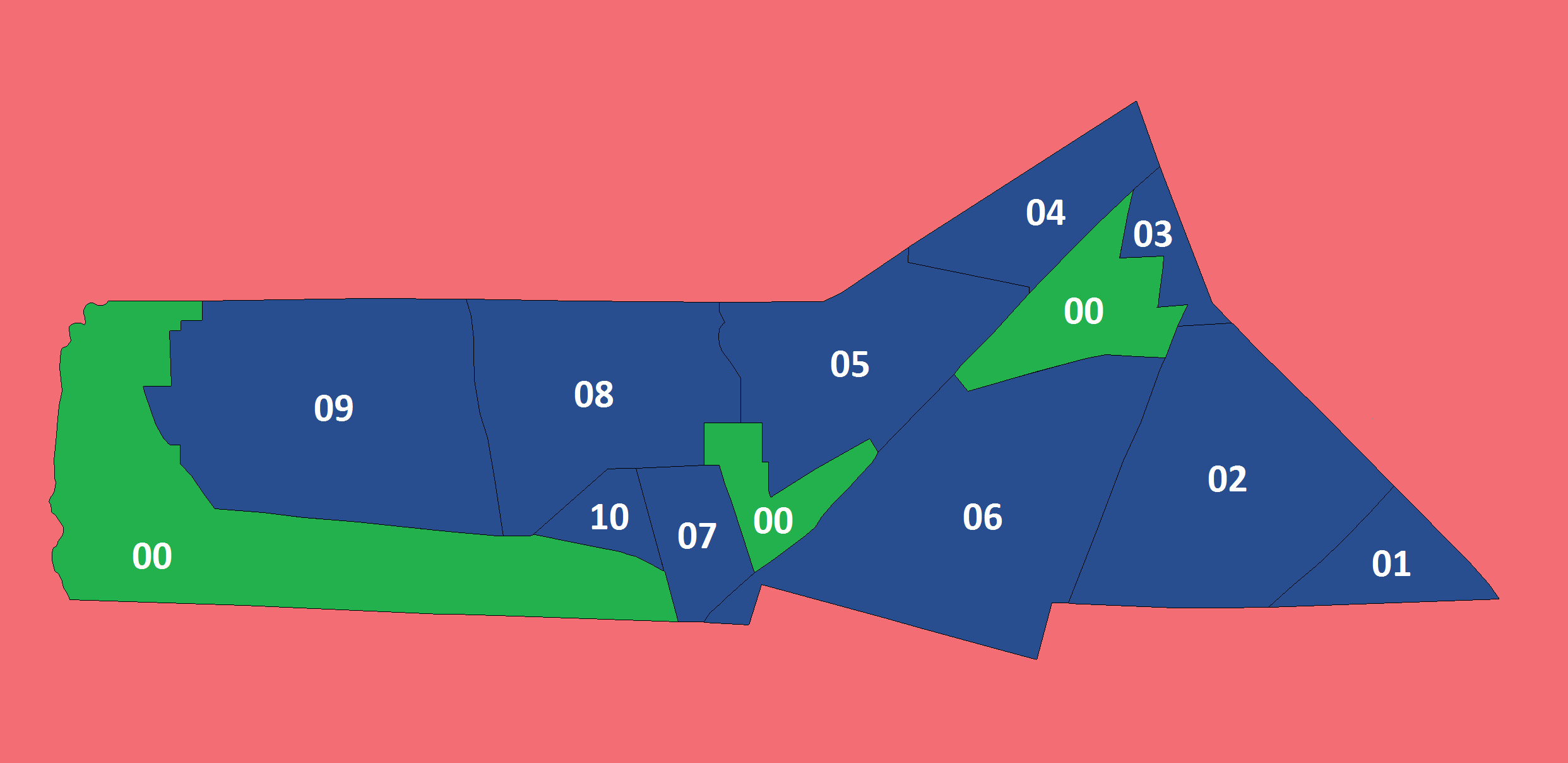
División de secciones del partido de Tres de Febrero según la numeración de sus calles. Las zonas en verde son las que se encuentran deshabitadas.

Si bien su superficie es de 45,36 km², actualmente 36,53 km² están poblados en más de 3000 manzanas y cuenta con aproximadamente 600 calles las cuales están distribuidas en 10 secciones: las calles que van del 100 al 200 se encuentran en la zona sur de Ciudadela, las calles que están entre el 200 y 300 se encuentran en el resto de Ciudadela. Las que van del 300 al 400 se encuentran en las localidades de José Ingenieros y Villa Raffo, las que van del 400 al 500 en las localidades de Sáenz Peña y la parte este de Santos Lugares. Las calles con numeración entre 500 y 600 se encuentran en la parte norte de Caseros, la parte este de Villa Bosch y una pequeña zona oeste de Santos Lugares, las calles que van del 600 al 700 son las que se encuentran en la zona sur de Caseros. Las calles que están entre el 700 y 800 son las que se encuentran en la parte este de Ciudad Jardín, las que van del 800 al 900 son las que se encuentran en las localidades de Villa Bosch, Martín Coronado, las que van del 900 al 1000 son las que se encuentran en las localidades de Loma Hermosa, El Libertador, Churruca, Remedios de Escalada, Once de Septiembre y Pablo Podestá. Y las calles que superan el 1000 son las que se encuentran en la zona oeste de Ciudad Jardín. Se planea enumerar las calles del nuevo barrio "Altos de Podestá" con los números del 1000 al 1100.
Esto no sucede en todos los partidos de la provincia de Buenos Aires, solo está implementado en los municipios de San Martín y Tres de Febrero ya que antiguamente ambos partidos estaban unidos. Más luego,  estas calles que tenían por nombre un número pasaron a ser renombradas con diferentes nombres, ya sean ciudadanos ilustres del partido, nombres de provincias, localidades, ríos o próceres de la nación. Este sistema de enumeración de calles aún se implementa únicamente en el partido de La Plata y algunos partidos aledaños al distrito mencionado (como Berazategui y algunas localidades de Florencio Varela).
| Caseros              | 90.313 | 95.785 | 10,38 km² | 9.227,84 hab/km²  |
| Churruca             | 5.784  | 4.099  | 0,55 km²  | 7.452,72 hab/km²  |
| Ciudad Jardín        | 17.605 | 16.317 | 2,62 km²  | 6.227,86 hab/km²  |
| Ciudadela            | 73.155 | 73.031 | 6,78 km²  | 10.771,53 hab/km² |
| El Libertador        | 15.108 | 15.027 | 1,48 km²  | 10.153,38 hab/km² |
| José Ingenieros      | 7.223  | 8.208  | 1,01 km²  | 8.126,73 hab/km²  |
| Loma Hermosa         | 17.960 | 18.479 | 2,39 km²  | 7.731,80 hab/km²  |
| Martín Coronado      | 19.121 | 17.090 | 2,61 km²  | 6.547,89 hab/km²  |
| 11 de Septiembre     | 4.355  | 6.366  | 0,40 km²  | 15.915,00 hab/km² |
| Pablo Podestá        | 12.852 | 12.762 | 2,33 km²  | 5.477,25 hab/km²  |
| Remedios de Escalada | 11.860 | 13.753 | 1,24 km²  | 11.091,13 hab/km² |
| Sáenz Peña           | 11.542 | 12.258 | 1,12 km²  | 10.944,64 hab/km² |
| Santos Lugares       | 17.023 | 16.526 | 1,69 km²  | 10.328,75 hab/km² |
| Villa Bosch          | 24.702 | 23.323 | 2,95 km²  | 7.906,10 hab/km²  |
| Villa Raffo          | 7.864  | 7.046  | 0,83 km²  | 8.489,16 hab/km²  |

### Límites
Los límites de Tres de Febrero son:
- Calle/Avenida (Partido Limítrofe)
- Avenida General Paz (Capital Federal).
- Avenida General Eustoquio Antonio Díaz Vélez (La Matanza y Morón).
- Diagonal 60 Avenida República / Avenida General Eustoquio Antonio Díaz Vélez (La Matanza y Morón).
- Calle Acayuasa / Diagonal 60 República (Morón).
- Calle Perdriel / Diagonal 60 República (Morón).
- Calle General Justo José de Urquiza / Diagonal 60 República (Morón).
- Avenida Ingeniero Guillermo Marconi (Morón).
- Atraviesa el Colegio Militar de la Nación
- Calle Combate de Pavón (Hurlingham).
- Río Reconquista (San Miguel).
- Calle 900 General Lavalle (General San Martín).
- Calle 800 Triunvirato (General San Martín).
- Vías del Ferrocarril Urquiza (General San Martín).[25]

### Espacios verdes
En la actualidad, el partido cuenta con exactamente 44 plazas y con 27 plazoletas.
Desde la asunción del nuevo intendente en diciembre de 2015, se decidió como una de las principales medidas políticas la renovación de varias plazas del distrito y la renovación total de una nueva plaza sobre las tierras del ferrocarril Urquiza entre las vías y la calle Bordabehere.
La primera plaza totalmente finalizada fue la Plaza Giorello luego de años de abandono en la localidad de Santos Lugares.

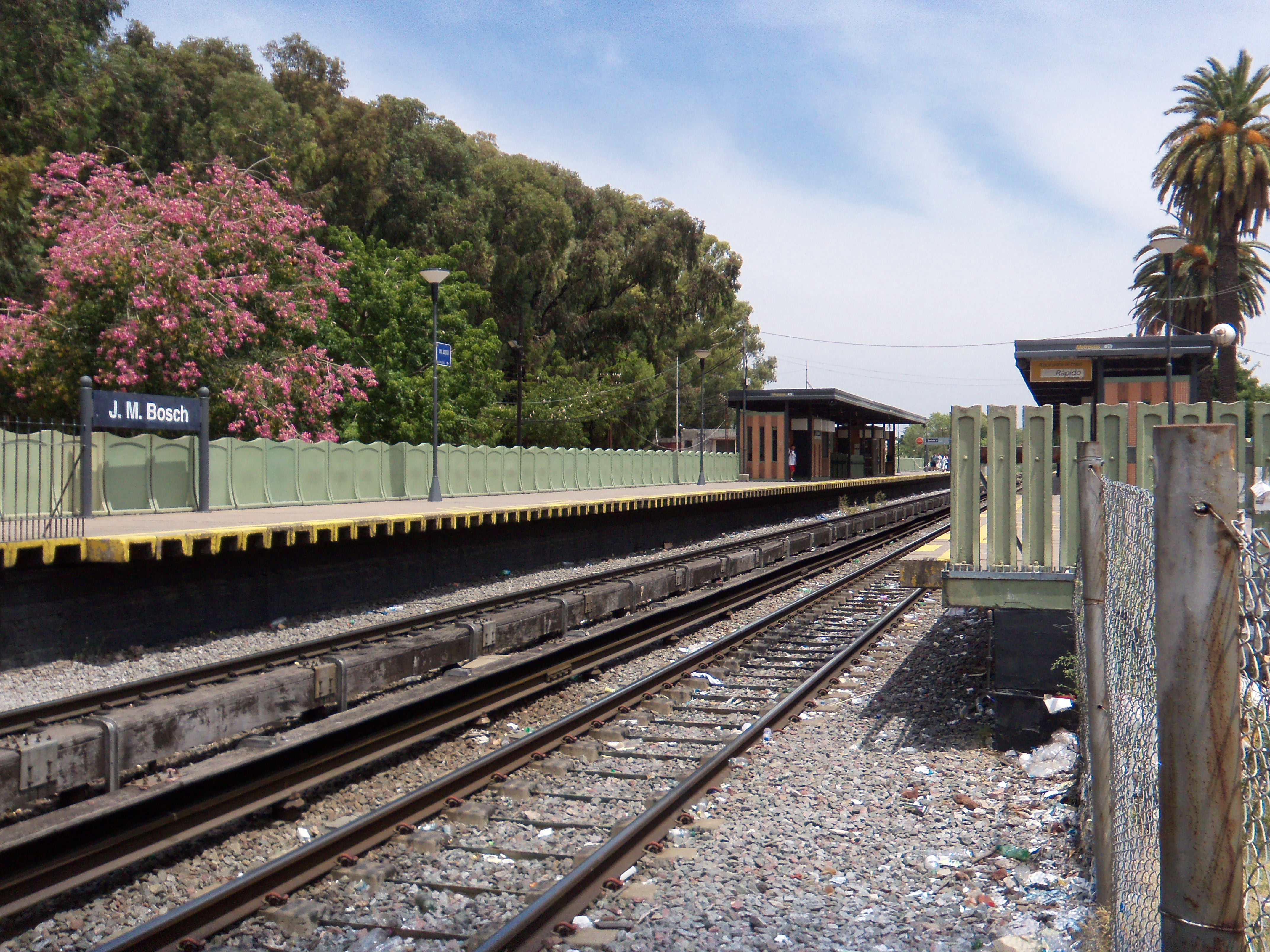
Estación José María Bosch, línea Urquiza.

## Transporte

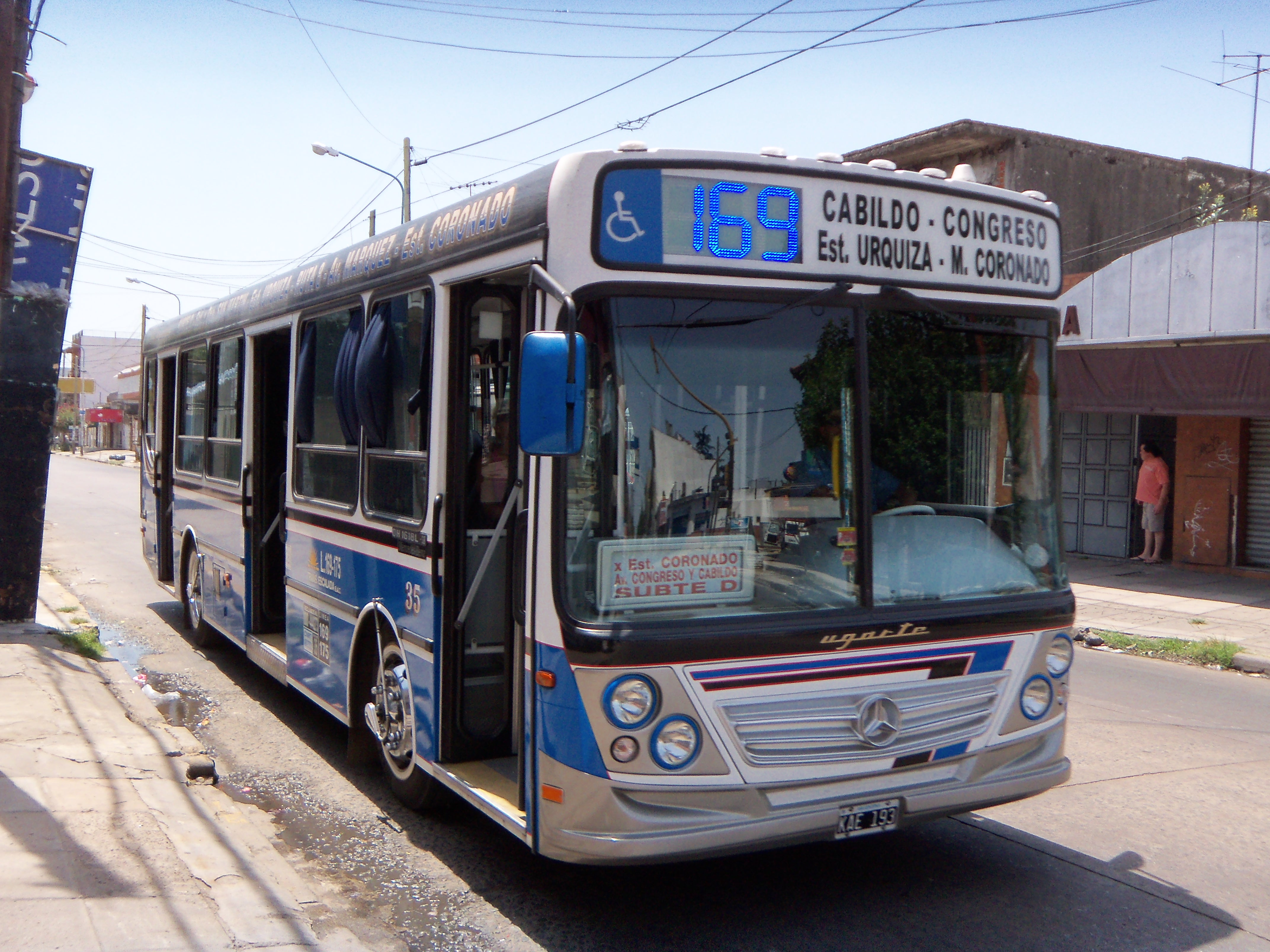
Colectivo de la línea 169, a su paso por Martín Coronado.

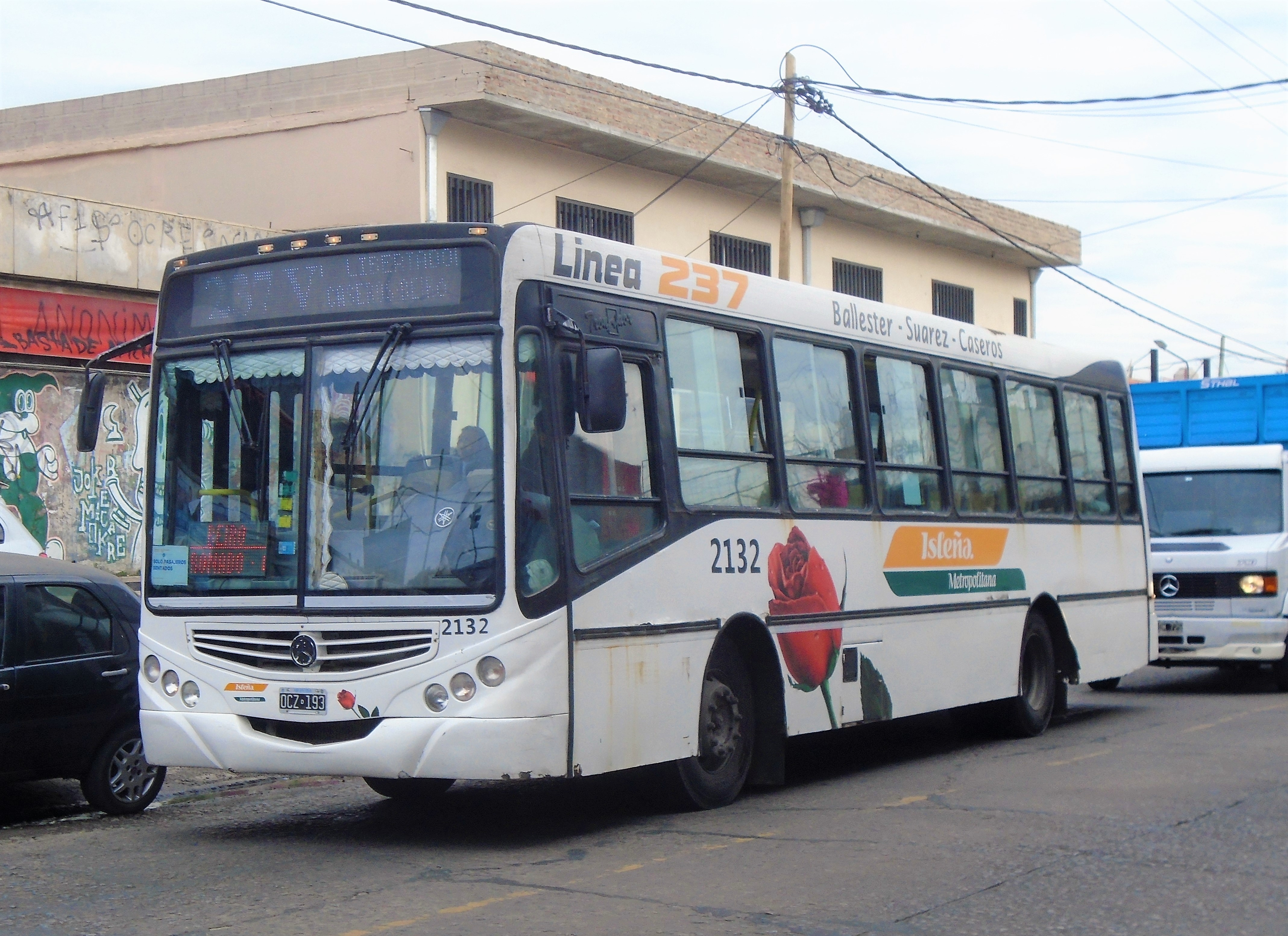
Colectivo de la línea 237, en cercanías de Loma Hermosa

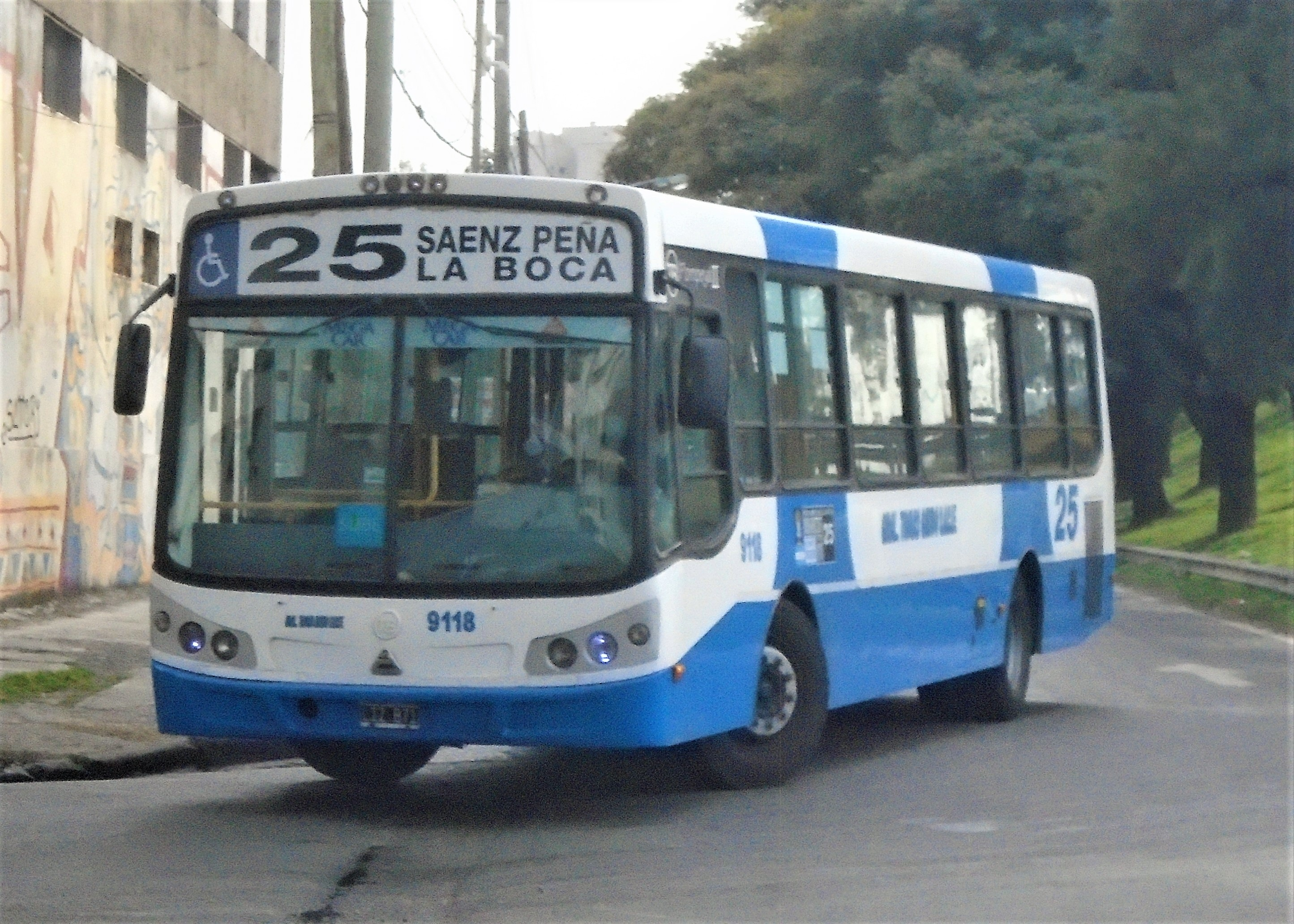
Colectivo de la Línea 25, en cercanías de la estación Sáenz Peña.

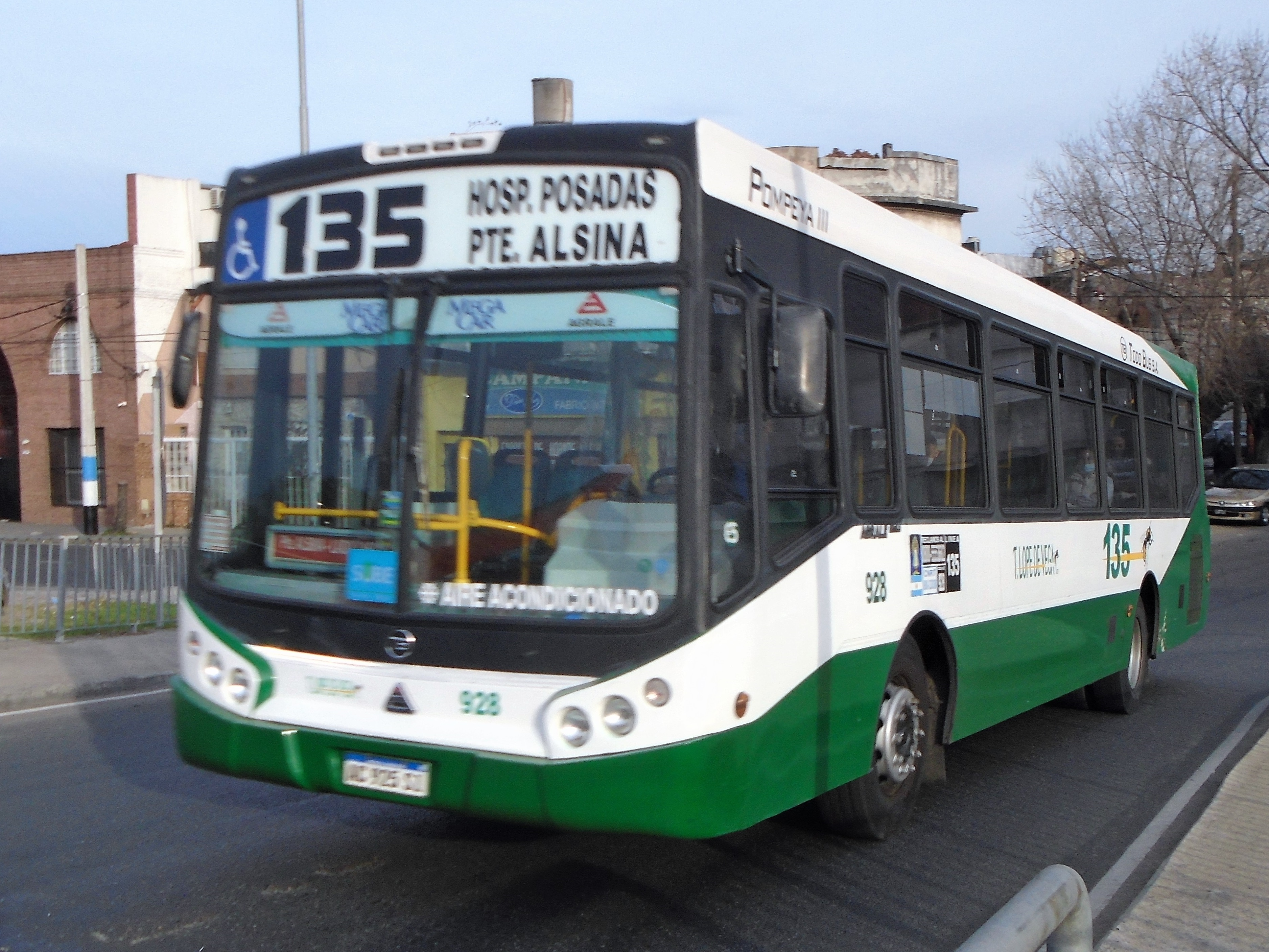
Colectivo de la línea 135, a punto de cruzar la Av. General Paz.

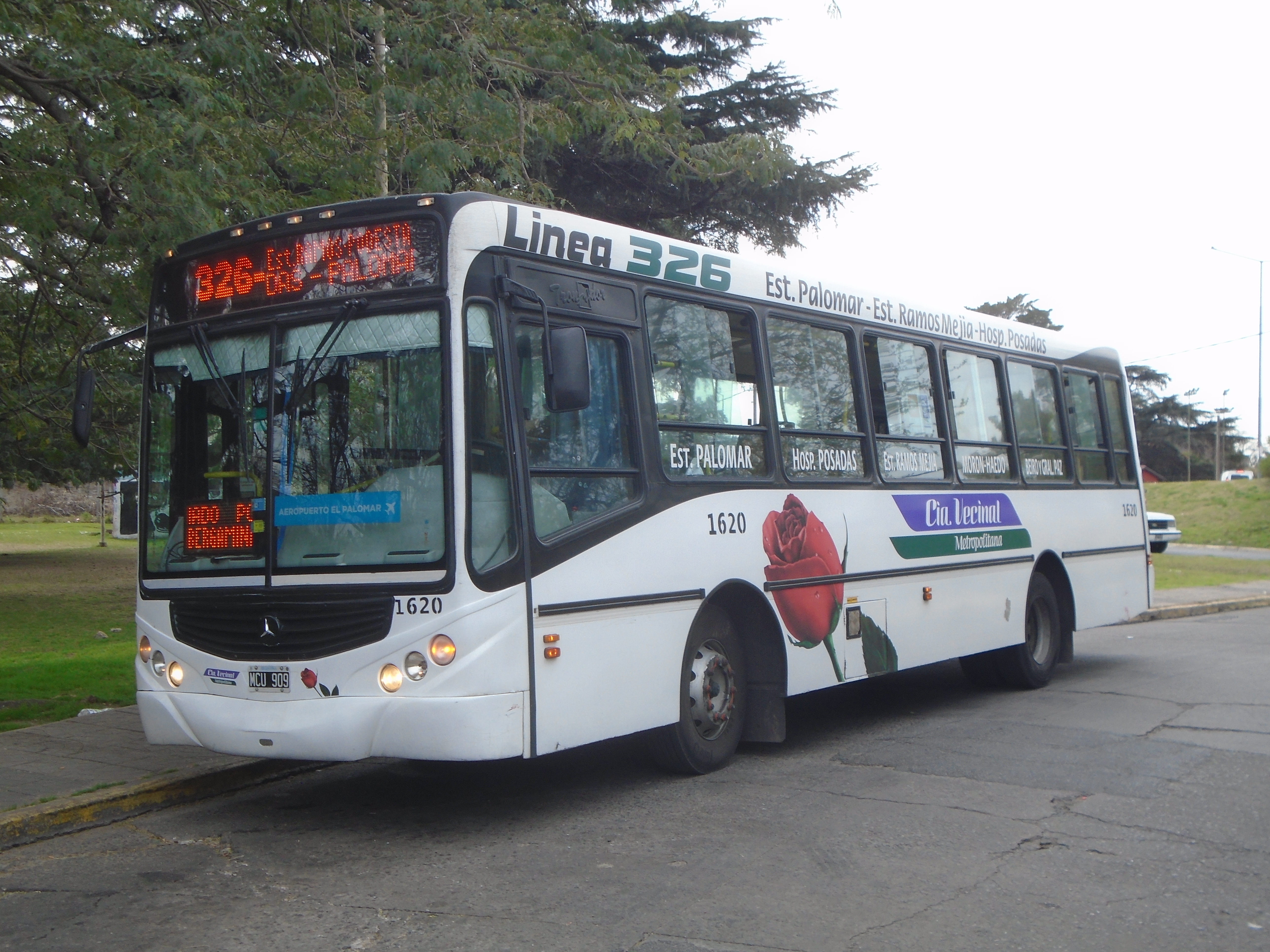
Colectivo de la línea 326, a metros de la estación Pablo Podestá,

Tres líneas de ferrocarriles atraviesan Tres de Febrero: Línea Urquiza, Línea San Martín y Línea Sarmiento.
Y cuenta con 12 estaciones de tren, 4 compartidas con San Martín y una con Morón:

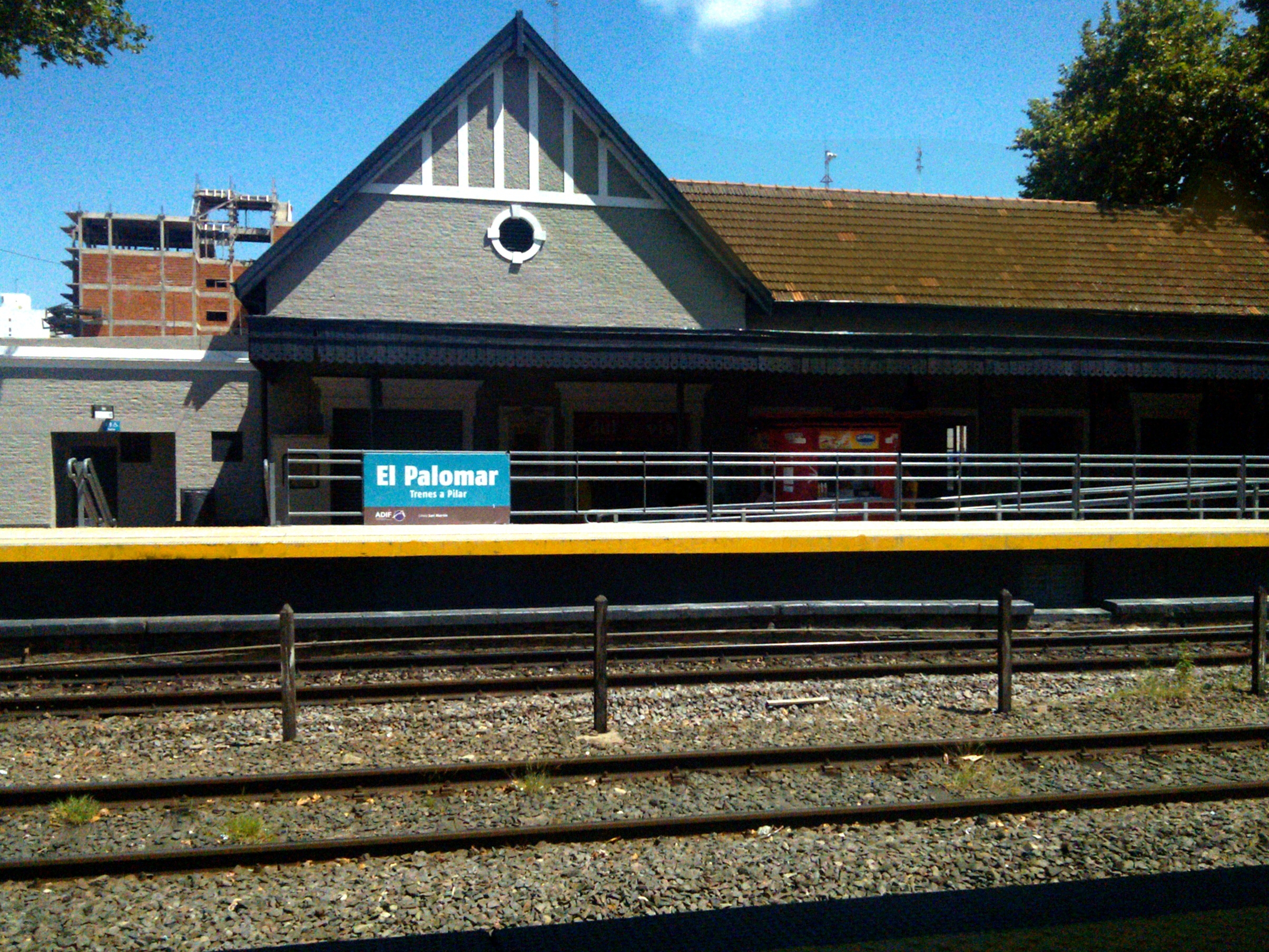
Estácion El Palomar.

• Línea Urquiza:
- Estación Coronel Lynch
- Estación Fernández Moreno
- Estación Lourdes
- Estación Tropezón
- Estación José María Bosch
- Estación Martín Coronado
- Estación Pablo Podestá Estácion El Palomar.

• Línea San Martín:
- Estación Sáenz Peña
- Estación Santos Lugares
- Estación Caseros
- Estación El Palomar

• Línea Sarmiento:
- Estación Ciudadela

### Líneas de colectivo(que recorren el partido):
- Línea 1
- Línea 2
- Línea 4
- Línea 8
- Línea 21
- Línea 25
- Línea 28
- Línea 46
- Línea 47
- Línea 53
- Línea 57
- Línea 78
- Línea 80
- Línea 85
- Línea 87
- Línea 88
- Línea 96
- Línea 99
- Línea 105
- Línea 117
- Línea 123
- Línea 124
- Línea 135
- Línea 136
- Línea 146
- Línea 153
- Línea 161
- Línea 163
- Línea 166
- Línea 169
- Línea 172
- Línea 174
- Línea 175
- Línea 176
- Línea 181
- Línea 182
- Línea 205
- Línea 218
- Línea 237
- Línea 242
- Línea 252
- Línea 253
- Línea 284
- Línea 298
- Línea 302
- Línea 310
- Línea 320
- Línea 325
- Línea 326
- Línea 328
- Línea 343 (Incluye recorridos de las ex líneas 289 y 304)

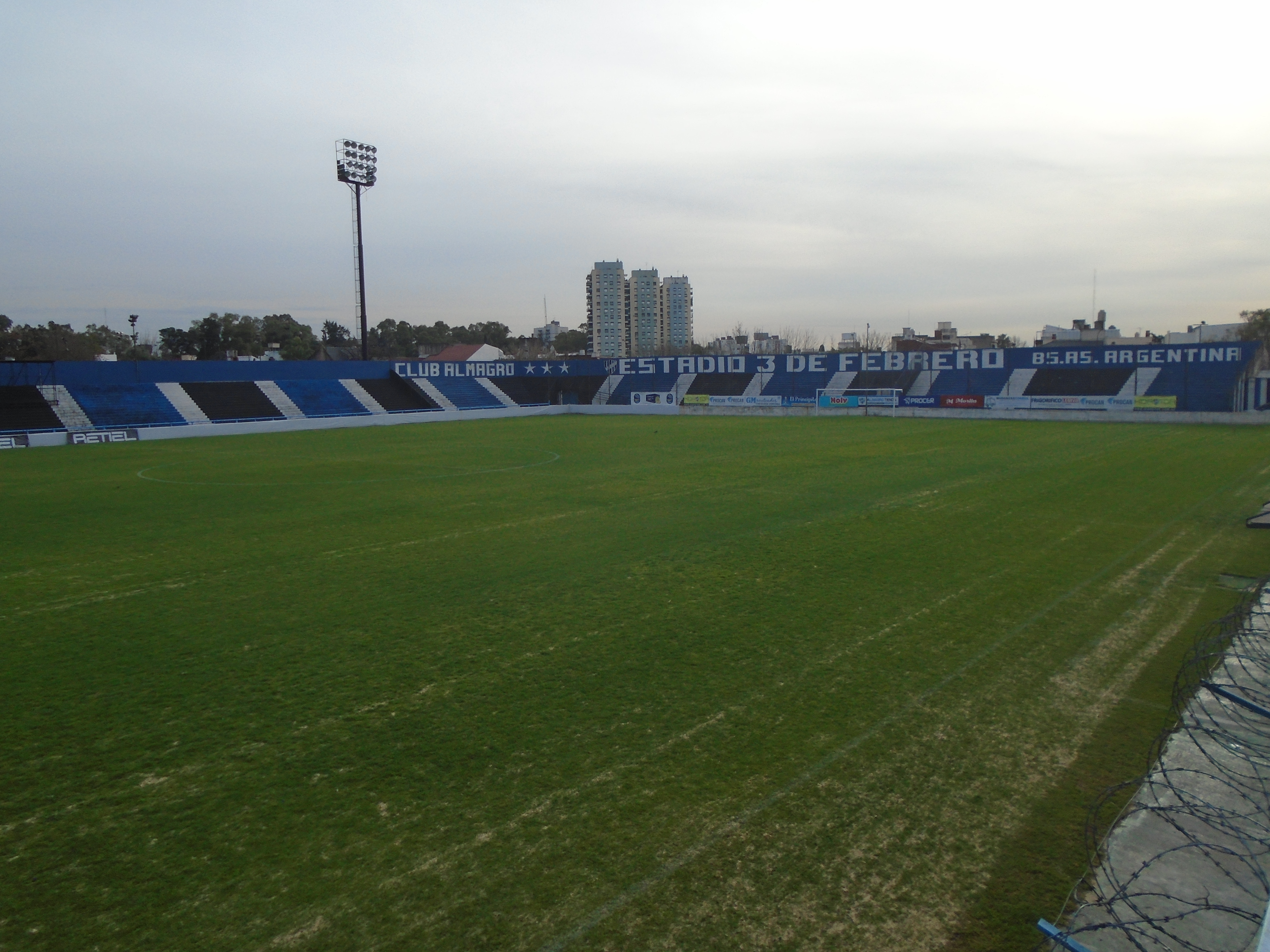
Estadio Tres de Febrero, del Club Almagro.

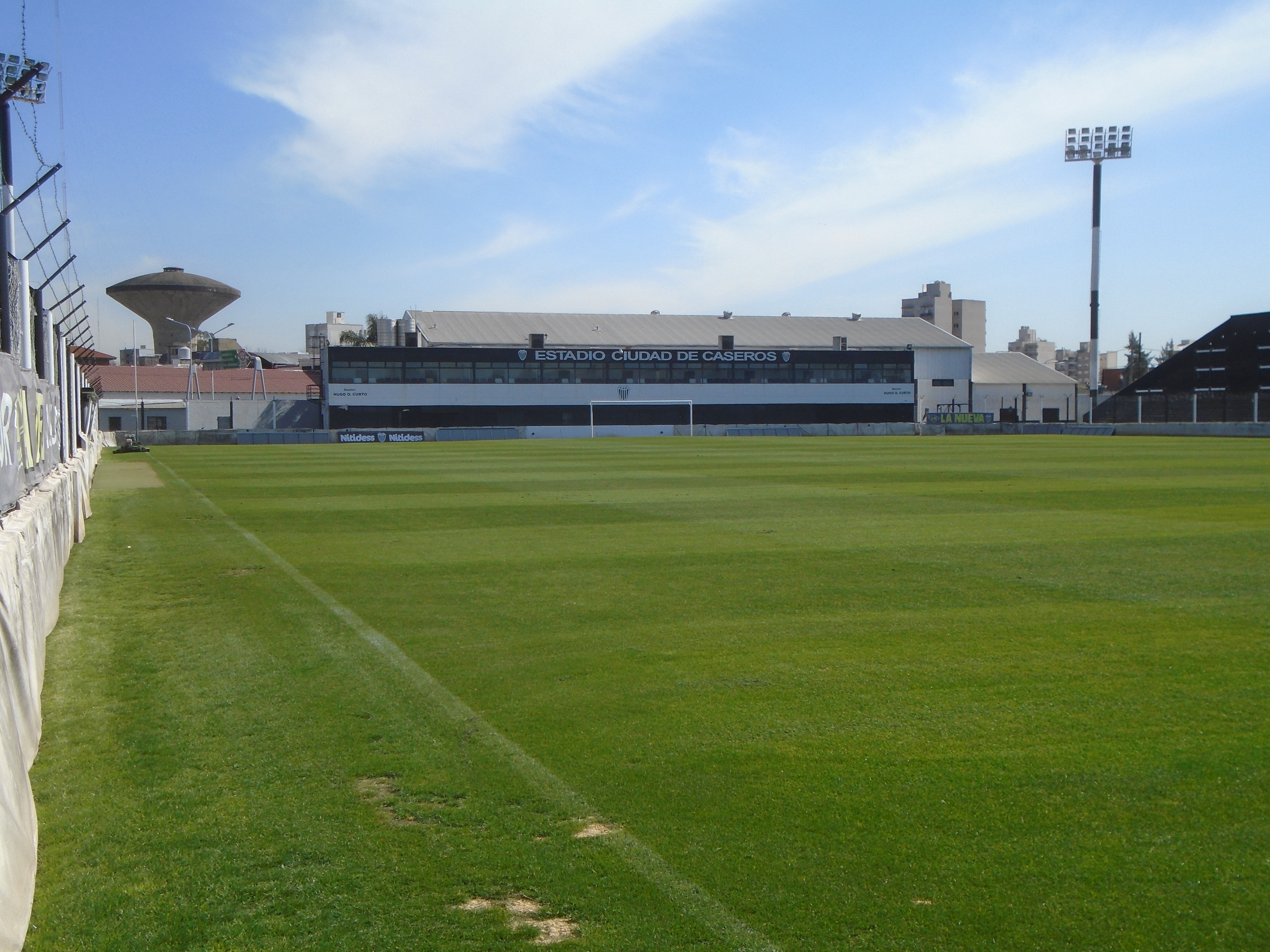
Estadio Ciudad de Caseros (Club Estudiantes de Buenos Aires).

- Línea 378
- Línea 382
- Línea 386
- Línea 390
- Línea 410
- Línea 429

## Deportes
En cuanto a deportes, Tres de Febrero cuenta con tres centros deportivos en los cuales se pueden practicar diferentes tipos de disciplinas, desde natación, atletismo o fútbol. Los Centros son Ce.De.M. N.º 1 (Centro Deportivo Municipal N.º 1), Ce.De.M. N.º 2 (Centro Deportivo Municipal N.º 2), Ce.De.M. N.º 3 (Centro Deportivo Municipal N.º 3) y el C.E.F. (Centro de Educación Física) en los cuales también las escuelas lo utilizan para que los alumnos hagan Educación Física.
El partido de Tres de Febrero también cuenta con tres clubes de fútbol: Estudiantes, Almagro y J.J. Urquiza.
Estudiantes actualmente participa del torneo Primera B Nacional y en el club no solamente se juega al fútbol, sino que también hay una gran cantidad de disciplinas.
El club posee una gran amistad con Argentino de Rosario y Montevideo Wanderers Fútbol Club. Su histórico rival es Almagro con quien disputa el clásico de Tres de Febrero, uno de los más importantes del conurbano bonaerense. 
El estadio de Estudiantes tiene una capacidad máxima para casi 17.000 personas.
El club de Almagro actualmente juega en la Primera B Nacional y su estadio tiene una capacidad para 21.000 personas.
Mientras que el J. J. Urquiza juega en el torneo Primera B, su estadio tiene una capacidad para 2.500 personas.
Tres de Febrero además cuenta con las diferentes Ligas y Escuelas que funcionan con decenas de participantes, se han agregado varias sedes culturales ya que el partido se denomina como la Capital Provincial del Deporte con figuras reconocidas como los boxeadores Marcela "La Tigresa" Acuña y Raúl "Pepe" Balbi , el baloncestista Luis Scola, el arquero estrella de River Amadeo Carrizo, la Gran Maestra Internacional de ajedrez Carolina Luján, el arquero Luis Alberto Islas campeón del mundo con la Selección Nacional, los futbolistas Jonas Gutiérrez, Fernando Gago, Ezequiel Cirigliano, Carlos Tévez, Leandro Paredes, Guido Rodríguez y Thiago Almada, estos tres últimos campeones del mundo con la Selección Nacional y el ajedrecista Leonardo Gette.

## Salud

### Centros de Atención Públicos
Centro de Atención Ciudadela Sur Ingeniero Pereyra 3484 / Teléfonos: 4488-0892
Centro Materno Infantil N.º 1 Paso y Pasteur / Teléfono:4488-4777
Centro Materno Infantil N.º 2 Gabino Ezeiza 10050 / Teléfono: 4769-0932.
Centro Materno Infantil N.º 3 Ntra. Señora de Loreto 2653 / Teléfono: 4712 – 7434
Centro de Atención Primaria N.º 1 Gazeta de Buenos Aires 3550 / Teléfonos: 4653 – 0086 / 4657 – 8465
Centro de Atención Primaria N.º 2 Avda. Marcelo T. de Alvear 2593 / Teléfono: 4757 – 0662
Centro de Atención Primaria N.º 3 Avda. América 651 / Teléfonos: 4757 – 5555 / 4757 – 0093
Centro de Atención Primaria N.º 4 Guido Spano 1171 / Teléfonos: 4844-4407
Centro de Atención Primaria N.º 5 Avda. Churruca y Jonás Salk / Teléfono: 4769-0565.
Centro de Atención Primaria N.º6 Labardén y Perú / 4750-5823
Centro de Atención Primaria N.º7 Aviador Matienzo 2630 / Teléfono: 4751-3251
Centro de Atención Primaria N.º 8 Spandonari 3739 / Teléfono: 4750 – 0453
Centro de Atención Primaria N.º9 Soldado Héctor Caballero y Julio Moreno / Teléfono: 4739-9098
Centro de Atención Primaria N.º 10 Alberdi y Curapaligüe / Teléfonos: 4750-3388 / 7977
Centro de Salud, Diagnóstico y Tratamiento Dr. Arturo Illia Nahuel Huapi 6750 / Teléfono: 4758-0890
Hospital Odontológico de Tres de Febrero Valentín Gómez 4545 / 4716-4023
Hospital Oftalmológico de Tres de Febrero Valentín Gómez 4545 / 4587-5287 o  5197-0585
Hospital Zonal General de Agudos “Dr. Carlos Bocalandro” Av. Eva Perón (RN 8) kilómetro 20,500 y calle Río Pilcomayo  / 4841-0212

### Centros de Atención Privados
Clínica Privada de Otorrinolaringología San Martín 2024 / 4750-2510
Clínica Privada Maternal Caseros Bonifacini 4444/ 4750-7724
Clínica Privada Sanatorio Caseros Ruta 8. Km 20500 / 4841-0214
Hospital Privado Nuestra Señora de la Merced  Julio Besada 6969 / 4840-0101

## Ciudades hermanas
Ciudades Hermanas con el partido de Tres de Febrero
- Folkestone, Reino Unido.
- Catanzaro, Italia.
- Flagstaff, Estados Unidos.
- Lecco, Italia.
- Zaragoza, España.
- Erzurum, Turquía.
- Ivánovo, Rusia. La Municipalidad de Tres de Febrero, ha firmado un Convenio de Cooperación, en marzo del año 1998, con la Municipalidad de la ciudad de Ivánovo, en la Federación Rusa, con la cual han quedado selladas la hermandad entre dichas regiones. En dicho Convenio quedó explayado el principal motivo de las relaciones bilaterales. El Convenio es corolario de las relaciones comerciales, culturales, industriales y sociales entre ambas regiones. Dicho Convenio (expediente municipal 4117-29216-S-98) dio lugar a un Proyecto de Ordenanza, que fue homologado con número 2721 y fuera sancionada durante la decimosegunda sesión ordinaria del 23 de octubre de 1998 y promulgada por Decreto N.º 472/98 del 18 de noviembre de 1998.